# 穆罕默德-礼萨·巴列维
穆罕默德-礼萨·沙阿·巴列维（波斯語：محمد رضا شاه پهلوی，羅馬化：Muhammad Rizā Shāh Pahlevi，發音：[mohæmˈmæd reˈzɒː pæhlæˈviː]；1919年10月26日—1980年7月27日）他是伊朗的最後一位國王（沙阿），自1941年統治至1979年。 他繼承其父禮薩汗的王位，統治伊朗帝國直到被伊朗革命推翻，該革命廢除了君主制，建立了今日的伊朗伊斯蘭共和國。1967年，他加冕為Shahanshah（直译：「萬王之王」）， 並擁有多項其他頭銜，包括Aryamehr（直译：「雅利安人之光」）與Bozorg Arteshtaran（直译：「大軍司令」）。他是巴勒維王朝的第二位、亦是最後一位君主。他提出的「偉大文明」（波斯語：تمدن بزرگ）願景推動了伊朗在工業與軍事上的快速現代化，並實施了一系列經濟與社會改革。
在第二次世界大戰期間，英蘇入侵伊朗迫使禮薩汗退位，由穆罕默德-禮薩沙阿繼位。在其統治期間，總理穆罕默德·摩薩台在獲得國會支持下將由英國擁有的英伊石油公司產業國有化；然而，摩薩台隨後於1953年伊朗政變中被推翻，政變由伊朗軍方在英國與美國的協助下執行。其後，伊朗政府在沙阿掌控下進一步集權，並根據1954年石油財團協議重新引入外國石油公司進入伊朗產業。
1963年，穆罕默德-禮薩沙阿推行了白色革命，這是一系列旨在將伊朗轉型為全球強國的改革，內容包括國有化關鍵產業及土地改革。該政權亦推動伊朗民族主義政策，設立與居魯士大帝相關的眾多國族象徵。沙阿發起大量基礎建設投資，向農民提供補貼與土地撥贈，推行工人利潤分享]度，興建核能設施，並將伊朗自然資源國有化，其識字教育計劃被視為全球最有效者之一。他亦實施經濟保護關稅與對本國企業的優惠貸款政策，力圖建立自主的伊朗經濟。伊朗的汽車、家電與其他商品製造大幅成長，創造了一個不受外國競爭威脅的新工業階級。至1970年代，沙阿被視為一位精於國際事務的政治家，並利用其權力簽署了1973年買賣協議。這些改革最終帶來數十年的穩定經濟增長，使伊朗成為已開發國家與開發中國家中經濟成長最快的國家之一。在其長達37年的統治下，伊朗在工業、教育、衛生與軍事方面投入了數十億美元。伊朗的國民所得增加了423倍，人均收入達到歷史新高，城市化程度也空前上升。至1977年，沙阿因注重軍事投資以結束外國干預，其統帥下的伊朗軍隊已成為全球第五強的武裝力量。
至1970年代末，伊朗全國政治動盪日益升高，而雷克斯電影院火災與賈雷廣場大屠殺使其統治岌岌可危。在1979年的瓜德羅普會議中，西方盟國承認無法挽救伊朗君主制。最終，沙阿於1979年1月離開伊朗流亡。儘管他曾對一些西方領導人表示寧願離開也不願向人民開火，但對於伊朗革命期間的傷亡人數，估計從獨立研究的540至2,000人不等，到伊斯蘭政權公布的6萬人之譜。 在伊朗正式廢除君主制後，什葉派伊斯蘭教士魯霍拉·何梅尼成為伊朗最高領袖。穆罕默德-禮薩沙阿最終在埃及去世，埃及總統安瓦爾·薩達特曾為其提供政治庇護，而其子伊朗皇太子禮薩·巴列維則在流亡中自稱為伊朗新任沙阿。

## 早年生平
1925年底，巴勒維獲立为王储。其父礼萨汗对其十分宠爱，先后把他送往英、美等国接受西方教育。
1941年英、苏军队进驻伊朗（英苏入侵伊朗），父親礼萨汗遭放逐，巴勒維登基为王。即位之初，美军即进驻伊朗。二战后，他在联合国的支持下将苏联军队赶出国界，并于1946年12月攻占了由苏联控制的阿塞拜疆省。
1951年穆罕默德·摩萨台出任首相后，他被软禁在王宫。1953年8月，在美国政府中情局的支持下發動政變，夺回政權。

## 中期统治

### 白色革命

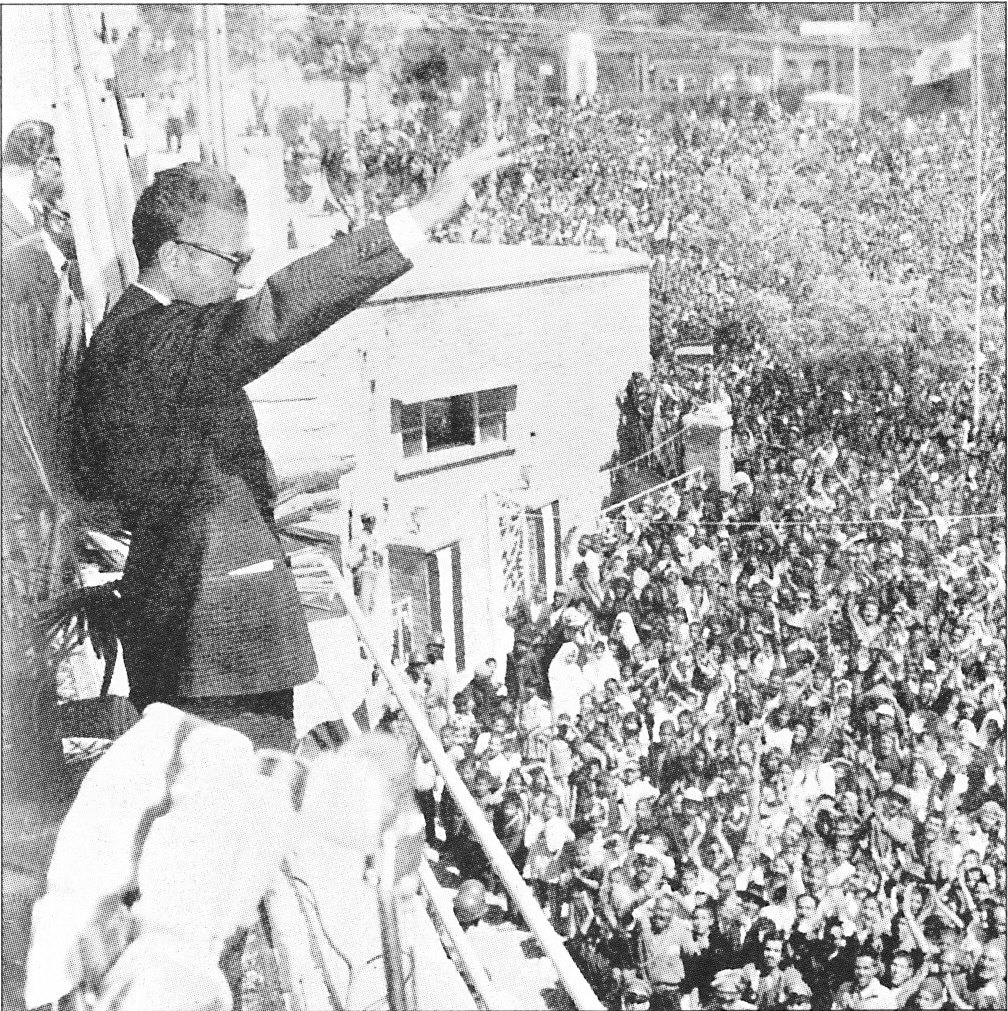
1963年，伊朗国王（沙阿）发表关于其白色革命原则的讲话

#### 与伊斯兰主义者的冲突
1963年，穆罕默德-礼萨发动了白色革命，一系列影响深远的改革，引起宗教学者的强烈反对。尤其激怒他们的是1963年的全民公投通过允许妇女投票，霍梅尼在布道中声称伊朗的命运不应由女性决定。 1963年和1964年，伊朗全国爆发反对穆罕默德-礼萨统治的大规模示威，核心在圣城库姆。 在库姆受训成为伊玛目的学生最为积极，而霍梅尼阿亚图拉也成为领导人物之一，发表推翻国王的布道。 至少有200人被杀，警方甚至将一些学生从高楼抛下致死。1965年10月4日，霍梅尼被流放至伊拉克。
第二次刺杀沙阿的企图发生于1965年4月10日。 一名士兵雷扎·沙姆萨巴迪（Reza Shamsabadi）闯入德黑兰大理石宫，在接近王室区域前被击毙，但两名平民卫兵为保护沙阿而死亡。

#### 与共产党人的冲突
根据前克格勃官员、后叛逃至英国军情六处的弗拉基米尔·库兹奇金（Vladimir Kuzichkin）所述，苏联亦曾企图暗杀沙阿。他们试图利用电视遥控器引爆一辆装有炸弹的大众甲壳虫，但遥控器未能正常工作。 罗马尼亚高级叛逃者扬·米哈伊·帕切帕（Ion Mihai Pacepa）也证实了这一说法，并声称自己多年来也是苏联刺杀企图的目标。

### 巴列维王室宫廷生活

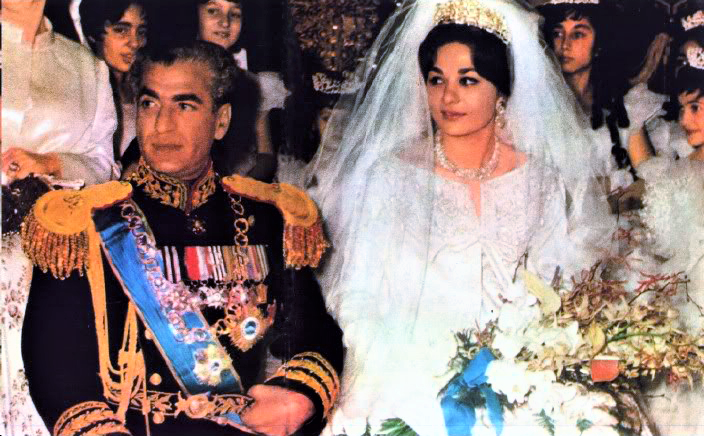
1959年12月20日，沙阿与法拉赫·迪巴的婚礼

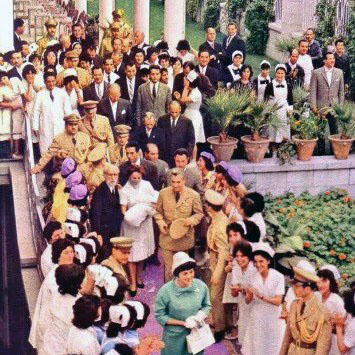
1960年，沙阿与妻子法拉赫在德黑兰一所公立医院庆祝儿子礼萨王储的出生

穆罕默德-礼萨的第三任亦是最后一任妻子为法拉赫·迪巴（1938年10月14日生），其父为帝国陆军上尉苏赫拉布·迪巴（Sohrab Diba），曾任驻罗曼诺夫王朝圣彼得堡大使，其母为法丽黛·戈特比（Farideh Ghotbi）。两人于1959年成婚，1967年，法拉赫被加冕为“沙赫巴努”（Shahbanu，意即皇后），该头衔为她专设。在她之前的王室配偶皆被称为“马拉凯”（阿拉伯语：Malika，即王后）。两人婚姻维持了21年，直到沙阿去世。他们育有四名子女。
穆罕默德-礼萨最喜欢的娱乐之一是观看电影，偏爱轻松的法国喜剧与好莱坞动作片，这让法拉赫颇感失望，她曾努力引导他欣赏更严肃的影片。 沙阿经常对法拉赫不忠，其亲信阿萨多拉·阿拉姆（Asadollah Alam）常为其引进身材高挑的欧洲女子“陪伴出游”，若“蓝眼世界”的女子不可得，阿拉姆的日记提及便转而带来“本地产品”。 沙阿性欲旺盛，阿拉姆在日记中常写道，沙阿坚持每日必须多次性交，否则便会陷入抑郁。 1973年法拉赫得知丈夫外遇后，阿拉姆将责任归咎于总理阿米尔·阿巴斯·霍韦达（Amir Abbas Hoveyda），而沙阿则认为是克格勃所为。米拉尼指出，两人都未承认问题根源在于沙阿“粗俗的出轨”。 米拉尼进一步写道：“在他最谄媚的时刻，阿拉姆安慰沙阿——或如他称之为‘主人’——称国家繁荣富强，没有人会嫉妒国王的一点乐趣。” 沙阿也酷爱汽车与飞机，至1970年代中期已拥有世界上最庞大的豪车与飞机收藏之一。 他出访西方国家时，往往引发伊朗学生联盟旗下远左学生的大规模抗议，该组织成员多为旅欧旅美伊朗大学生。由于暗杀威胁不断，沙阿的安保规模居世界前列。

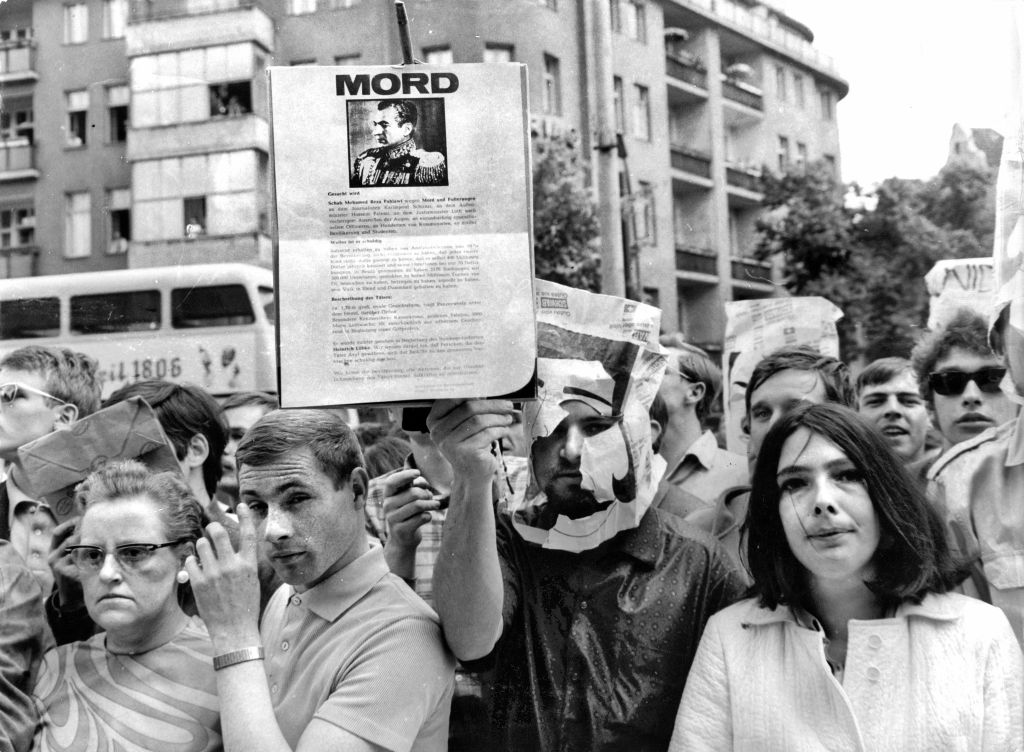
1968年西柏林反沙阿示威

米拉尼描述沙阿的宫廷为开放而宽容，例如沙阿与法拉赫最喜爱的两位室内设计师凯万·科斯罗瓦尼（Keyvan Khosrovani）与比詹·萨法里（Bijan Saffari）皆为公开的同性恋者，未因此遭受歧视，前者甚至经常为沙阿提供着装建议。 米拉尼指出，建筑与权力密切相关，在伊朗语境中建筑是“权力的诗”。 例如尼亚瓦兰宫融合现代主义（深受法国风格影响）与波斯传统风格，正体现了穆罕默德-礼萨的个性。 沙阿是一个法兰西文化爱好者，其宫廷洋溢着法式氛围。
穆罕默德-礼萨曾委托法国导演阿尔贝·拉莫里斯（Albert Lamorisse）拍摄纪录片，旨在美化其统治下的伊朗。然而成片过于聚焦伊朗的古代历史，令沙阿颇为不满，他致信导演批评未展现现代建筑，令伊朗显得“落后”。 沙阿的办公区域采用实用风格，天花板与墙面装饰着卡扎尔艺术作品。 法拉赫开始收藏现代艺术品，至1970年代初，已拥有毕加索、高更、夏加尔、布拉克等画家的作品，为尼亚瓦兰宫增添了现代主义气息。

### 加冕仪式
1967年10月26日，即穆罕默德-礼萨即位第26年，他在德黑兰举行了一场盛大的加冕典礼，正式加冕为“沙汉沙”（Shāhanshāh，意为“国王中的国王”或“皇帝”）这一古老头衔。他表示之所以等到此时才接受该称号，是因为他认为“此前还不配”，并曾说：“做一个贫穷国家的皇帝没有荣耀”（而他此前视伊朗为贫困国家）。

### 波斯帝国2500周年庆典

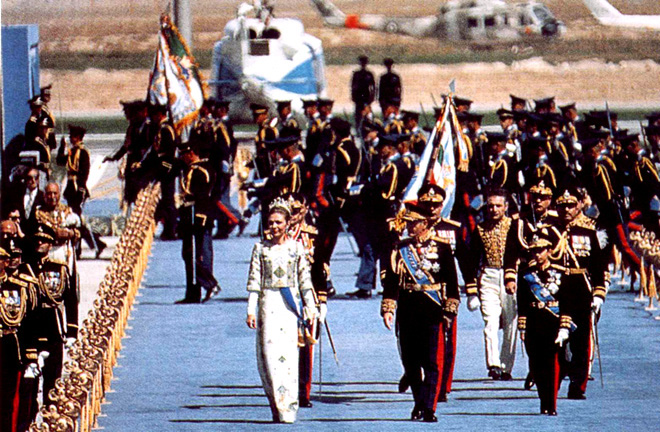
1971年10月12日，沙阿穆罕默德-礼萨、皇后法拉赫与王储礼萨抵达帕萨尔加德，站在居鲁士大帝之墓前

作为其现代化伊朗、赋予伊朗人民非伊斯兰认同的努力之一，穆罕默德-礼萨刻意开始纪念阿拉伯征服前的伊朗历史，特别强调阿契美尼德王朝时期。 1971年10月，他举办了波斯君主制持续2500周年庆典，纪念从居鲁士大帝创立阿契美尼德帝国起，波斯帝国不间断的君主统治。同时，他将伊朗历的纪年基准从希吉来历改为自居鲁士加冕起算的第一波斯帝国开国年份。
庆典于波斯波利斯举行，当晚有一场盛大的烟火表演，意在传达双重讯息：其一，伊朗仍忠于古老传统；其二，伊朗已超越过去、迈入现代，不再“困于历史”，而是选择在现代化中坚守历史。 次日，“波斯历史大阅兵”在波斯波利斯举行，6000名士兵身穿自阿契美尼德王朝至巴列维王朝各朝代的制服，依次接受穆罕默德-礼萨检阅。许多同时代的观察者称该场面“在视觉上胜过好莱坞史诗电影的最华丽幻想”。 最后一天，穆罕默德-礼萨在德黑兰新建一座现代主义风格的沙赫亚德·阿里亚梅尔纪念馆，并于新落成的阿里亚梅尔体育场举行阅兵式，以表达“历史与现代压缩时间”的理念。 庆典委员会发布的宣传册明确表示：“只有当社会变革极为迅速时，过去才会焕发出值得珍视的新价值——而过去十年恰恰如此。” 并补充说庆典举办的原因是“伊朗已开始对自身的现代化充满信心”。 米拉尼指出，穆罕默德-礼萨统治中期的自由化风潮可从建筑师侯赛因·阿马纳特（Hussein Amanat）的崛起看出：他是中产阶级出身的年轻巴哈伊教徒，并不属于传统上掌握资源的“千家族”阶层，但却能获得沙阿委托设计纪念馆——这是伊朗历史上难得的开放时刻。

### 石油输出国组织中的角色
在1973年石油禁运之前，伊朗就已主导石油输出国组织（OPEC）推动提高油价的目标。伊朗在提出油价上调时，通常以全球通胀上升作为正当理由。  
1973年赎罪日战争爆发后，阿拉伯国家对西方实施石油禁运。尽管沙阿宣布伊朗保持中立，他却试图利用全球石油供应紧张的局势为伊朗谋利。沙阿召集波斯湾产油国开会，提出应在一年内第二次将油价翻倍。此次涨价引发了一场“石油震荡”，严重冲击西方经济，而伊朗则迅速获得巨额石油收入。伊朗的石油收入在1973–1974年翻倍至46亿美元，次年更飙升至178亿美元。因此，沙阿成为OPEC的主导人物，掌控了油价与产量。1973年，伊朗的经济增长率达33%，次年跃升至40%，国民总收入也在次年增长50%。
沙阿将油收增长用于国内经济建设。小学教育实现免费与义务化，军事投资大幅增加，1974年共斥资160亿美元新建学校与医院。此次“石油政变”标志着美国已失去对伊朗外交与经济政策的主导权。 在沙阿统治下，伊朗主导了OPEC乃至中东石油出口的格局。

### 民族主义伊朗
到了19世纪，波斯词语（祖国）逐渐被伊朗知识分子用作民族国家的代称。彼时的教育体系主要由什叶派神职人员掌控，采用“马克塔布”（Maktab）制度，阻碍有关现代化的公开政治讨论。然而，一些知识分子如米尔扎·法塔里·阿洪多夫（Mirzā FathʿAli Ākhundzādeh）、米尔扎·阿迦·汗·克尔马尼（Mirzā Āqā Khān Kermāni）、米尔扎·马尔科姆·汗（Mirzā Malkam Khān）开始批评伊斯兰教对公共生活的影响，提倡伊朗的世俗认同。随着对伊朗辉煌古代与卡扎尔时期衰败现实的比较，越来越多人开始思考伊朗为何沦落。 伊朗历史由此被划分为“前伊斯兰”与“伊斯兰”两个阶段。前伊斯兰时期被视为繁荣盛世，而阿拉伯入侵则被视为“政治灾难，将高等的伊朗文明踩在蹄下”。
因此，19世纪伊朗知识分子的觉醒，使得古代波斯帝国成为现代性与原创性的象征，而伊斯兰时期则被认为是阿拉伯入侵带来的落后时代。
这些观念最终促成了伊朗雅利安民族主义的兴起，并被霍马·卡图赞（Homa Katouzian）称为“知识觉醒”。在欧洲，雅利安民族主义往往具有反犹太倾向；而在伊朗，其根植于波斯历史，与反阿拉伯情绪密切相关。阿契美尼德王朝与萨珊王朝被视为“真正的波斯”象征——一个在阿拉伯入侵前不受外族文化影响、受世界尊重的波斯。
在礼萨汗统治时期，这种雅利安主义与前伊斯兰伊朗民族主义持续发展。其子穆罕默德-礼萨时代，这一思想更进一步，他将居鲁士大帝的陵墓塑造为全国性的纪念地。在其著作《我的国家使命》中，沙阿称居鲁士为“历史上最具活力的人物之一”，并写道：“无论征服何地，居鲁士总会赦免战败者，善待他们，让他们留任原职……尽管当时的伊朗尚不具备现代民主制度，居鲁士却展现出许多支撑现代民主伟力的特质。” 居鲁士圆柱也被成功塑造为古代人权宣言的象征，成为巴列维时期的重要文化符号。
沙阿使用如（雅利安之光）与（万王之王）等称号，以强调伊朗的优越性与王权神圣性。
沙阿继承其父关于伊朗民族主义的构想，并将阿拉伯人视作伊朗认同的“绝对他者」。民族主义叙事在伊朗社会中广泛流行，普遍描绘阿拉伯人阻碍了巴列维所提倡的“现代”与“真实”的伊朗复兴。

### 经济增长

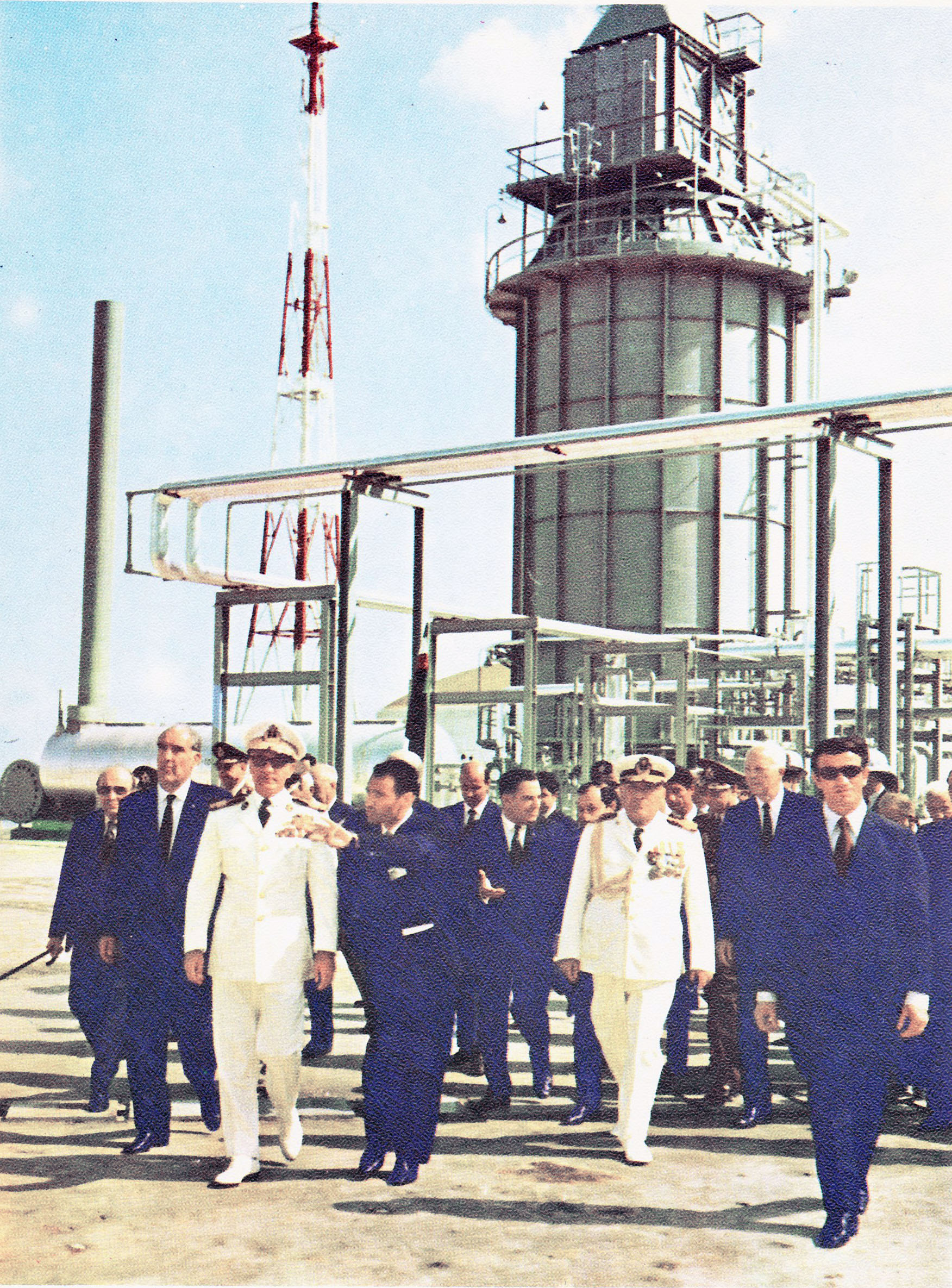
1970年，沙阿视察哈尔格岛石化综合体

1970年代，伊朗的经济增长率与韩国、土耳其和台湾相当，西方记者普遍预测伊朗将在下一代内跻身第一世界国家之列。 此时期开始出现所谓“逆向人才流动”，即在西方受教育的伊朗人返回国内，在政府和企业中担任要职。 由哈亚米兄弟经营的伊朗国家汽车公司（Iran National）至1978年已成为中东最大汽车制造商，年产汽车13.6万辆，雇员12,000人，厂址位于马什哈德。 穆罕默德-礼萨具有强烈的国家干预主义（étatiste）倾向，积极干预经济政策，其经济模式与同时期韩国朴正熙的国家资本主义政策颇为相似。沙阿自认是社会主义者，声称“比任何人都更社会主义、也更革命”。 尽管禁止工会存在，但沙阿推动了一系列“对工人意外地公平”的劳动法，体现其自诩的社会主义倾向。
1960至1970年代的伊朗对波斯犹太人而言是宽容的年代，一位犹太裔学者戴维·梅纳谢里（David Menasheri）曾回忆道，穆罕默德-礼萨的统治时期是“伊朗犹太人的黄金时代”，他们被视为平等公民，整个社群亦成为全球最富裕的犹太群体之一。中期1950年代之后，巴哈伊教族群的迫害结束，部分家庭在伊朗商界中崭露头角。
在沙阿统治下，伊朗经历超过十年的两位数GDP增长，并进行了大量军事与基础设施投资。
沙阿的首个经济五年计划着重于大型基础建设及农业改善，建成诸如阿米尔卡比尔水坝、萨菲德鲁德水坝与德兹水坝等重大水利工程。下一阶段规划则聚焦信贷与货币扩张，带动私人部门（尤其建筑业）快速发展。1955–1959年间，私人固定资本形成的年均实际增长率达39.3%。 1957年私人信贷增长46%，1958年增61%，1959年增32%（资料来源：伊朗中央银行1960与1961年年报）。至1963年，沙阿启动土地再分配政策，根据既有税赋评估向地主支付补偿，将征得土地以优惠条件转售予农民。 政府还推行森林与牧场国有化、妇女选举权、工业利润分享、国企私有化及扫盲军团成立等改革。这些举措标志着伊朗步入快速、激进的工业化阶段。
1963年至1978年间，是伊朗人均实际收入增长持续时间最长的阶段。在此期间，国内生产总值（GDP）年均增长率达10.5%，人口年均增长率约为2.7%，使伊朗跻身全球增长最快的经济体之一。1963年，伊朗人均GDP为170美元，到1977年升至2060美元。此增长不仅得益于石油收入的提高，事实上，非石油GDP的年均增长率为11.5%，高于石油收入本身的增长率。至第五个经济计划时，石油GDP年均增长15.3%，而石油收入仅年均增长0.5%。1963至1977年，工业与服务业分别达成15.0%与14.3%的年均增长。汽车、电视机、冰箱及家电产品制造大幅提升。例如，从1969年到1977年，伊朗私家车年产量从2.9万辆上升至13.2万辆，电视机产量从7.3万台升至35.2万台。
工业发展带动了城市化程度显著提升。伊朗城市化率从1956年的31%增长至1978年的49%。到1970年代中期，伊朗国家债务已偿清，转变为债权国。1959至1978年期间国家账户结余达151.7亿美元。第五个五年计划目标在于通过提高消费品关税、向工业家提供优惠贷款、维持高估的里亚尔汇率以及在城市实施食品补贴来减少进口。这些措施促成了一个新的大型工业家阶层的崛起，也使伊朗的工业结构在很大程度上免受外国竞争威胁。
1976年，在沙阿经济政策的推动下，伊朗达成历史最高GDP增幅。据世界银行估算，以2010年美元计，穆罕默德-礼萨·巴列维将伊朗人均GDP提升至10,261美元，为伊朗历史之最。
根据经济学家费雷伊敦·哈万德（Fereydoun Khavand）的说法：
在这15年里，伊朗的年均增长率始终高于10%。伊朗经济总量几乎扩大了五倍。相比之下，伊朗在伊斯兰共和国成立后的40年里，年均增长率仅为约2%。考虑到同期人口增长率，过去40年的人均经济增长率估计在0%至0.5%之间。经济增长受阻的主要原因包括：营商环境不利、投资极度疲弱、生产率低下，以及该国在地区与国际关系中的持续紧张状态。
大量欧洲、美国与日本的投资公司争相进入伊朗市场并设立总部。一位美国投资银行家表示：“他们现在还依赖西方技术，但当他们开始出口钢铁与铜，解决农业问题时，他们将在中东吞噬所有对手。”

### 对外关系
到了1960至1970年代，伊朗的石油收入迅速增长。自1960年代中期起，美国对伊朗国内政治的影响力开始削弱，取而代之的是伊朗国家力量的增强。根据霍马·卡图赞（Homa Katouzian）的说法，尽管外界普遍认为美国自1953年政变后始终是沙阿政权的幕后操盘手，但“实际影响力却大幅下降”。 1973年，沙阿推动油价上涨并借助其在OPEC的影响力，进一步表明美国已不再能左右伊朗的外交与经济政策。 面对美国媒体对其政权的批评，沙阿表示伊朗的油价提升对美国通胀的影响被夸大，并反批美国未能在反共斗争中担起领导责任。
1974年，在石油危机之际，沙阿推动发展核能政策，引发美国贸易部长威廉·E·西蒙（William E. Simon）斥其为“疯子”。对此，美国总统理查德·尼克松专门致信沙阿公开道歉，以表明总统本人及美国政府与该言论无关。西蒙的发言反映出美伊之间因油价上涨而不断加剧的紧张关系。而尼克松的道歉也掩盖了一个事实：沙阿希望主导波斯湾与印度洋地区的雄心，已对美伊关系构成严重压力，尤其是在1974年5月印度试爆首颗原子弹后。
许多批评者称沙阿是“西方与美国的傀儡”，但当代学者普遍否定此种说法，指出沙阿展现出强烈的地区主权意识与民族主义立场，时常与西方盟友发生分歧。 特别是1977年上台的吉米·卡特政府，将沙阿视作麻烦盟友，并希望推动伊朗的政治改革。
至1970年代，沙阿已成为政治强人。他在国内与国际上的权力急剧上升，并于白色革命十周年之际，单方面终止1954年石油财团协议（The Consortium Agreement of 1954），与各大石油公司重新谈判，缔结了更具主权性质的1973年石油销售协议。
霍梅尼批评沙阿制造谣言，并借用苏联式的宣传手法。这些指控被国际媒体广泛传播，也频繁出现在伊朗电视中，引发国内不满情绪。
许多伊朗学生在西欧和美国留学，接触到自由主义、民主以及反主流文化思潮。在西方左翼圈中，沙阿政权常被等同于右翼独裁象征。欧美媒体对沙阿的强烈批判，也被海外留学生与伊朗知识分子所吸收，他们控诉沙阿推行“西方毒化”（Westoxification），但实际上正是他们自己在留学期间接受了西方自由主义。正因这些西方理念，伊朗学生心中形成了乌托邦式的革命与社会变革愿景。沙阿则反批西方民主制度充满混乱，称西方人“懒惰”“缺乏纪律”，并认为学生激进主义正是西方衰落的表现。尼克松总统曾忧虑伊朗留学生在美也会被激进化，问沙阿：“你的学生被感染了吗？”“你能做些什么吗？”

#### 法国

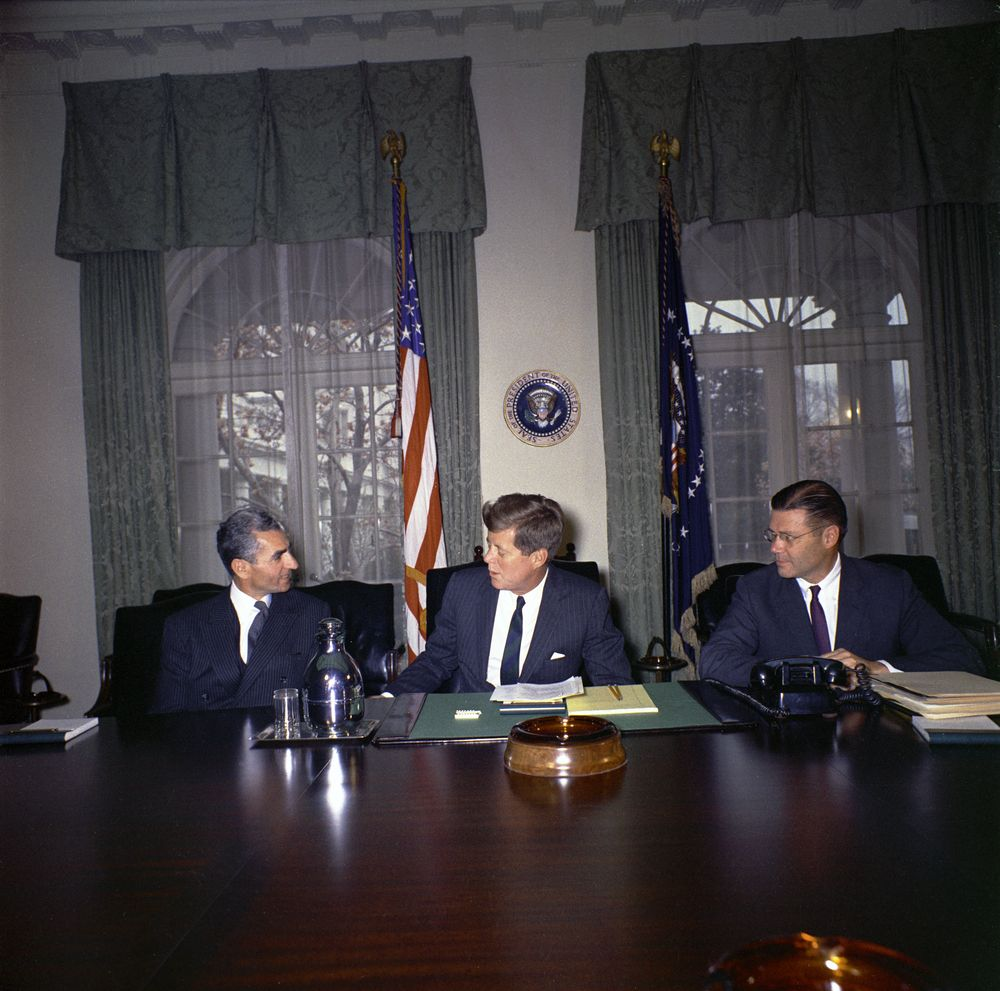
1961年，伊朗沙阿穆罕默德-礼萨与美国总统约翰·F·肯尼迪及国防部长罗伯特·麦克纳马拉在白宫内阁会议室会晤

1961年，身为法兰西文化爱好者（Francophile）的穆罕默德-礼萨访问巴黎，与其最钦佩的领袖——法国将军夏尔·戴高乐会面。 沙阿视“身高”为评判男女的重要标准（他本人偏爱高挑女性），而身高6英尺5英寸（约196公分）的戴高乐是他最崇拜的领袖形象。沙阿乐于被比作其“自我理想”中的戴高乐，他的朝臣也不断奉承他，称其为“伊朗的戴高乐”。
访问期间，皇后法拉赫——同样热爱法语与法国文化——与时任文化部长安德烈·马尔罗（André Malraux）建立友谊，马尔罗随后推动法伊博物馆与美术馆之间的文化文物交流，这项政策持续至1979年革命爆发。 沙阿政权常借助公投作为合法化工具，这一做法即仿效戴高乐政权的模式。
沙阿与法拉赫二人皆为深度法语爱好者，甚至在家庭中倾向使用法语与子女沟通。 沙阿还兴建了尼亚瓦兰宫，建筑面积达约840平方（9,000平方英尺），融合波斯与法国建筑风格，体现其对法国文化的偏好。

#### 美国
沙阿的外交基础建立在美国对其政权安全的保障之上，使他能够在面对强敌时更加坚定。这一安排虽未排除其他合作关系与条约，但为穆罕默德-礼萨实施改革提供了相对稳定的环境。沙阿外交的另一个核心动因是确保财政稳定，这要求与西方国家保持牢固的外交关系。其三，他希望将伊朗塑造为一个富强的现代国家，因此推行西化改革；最后，他承诺只要君主制得以维持，共产主义将止步于伊朗边境。
1977年以前，伊朗国库充盈，沙阿的独裁地位稳固，其战略联盟为国家构建起一道安全屏障。

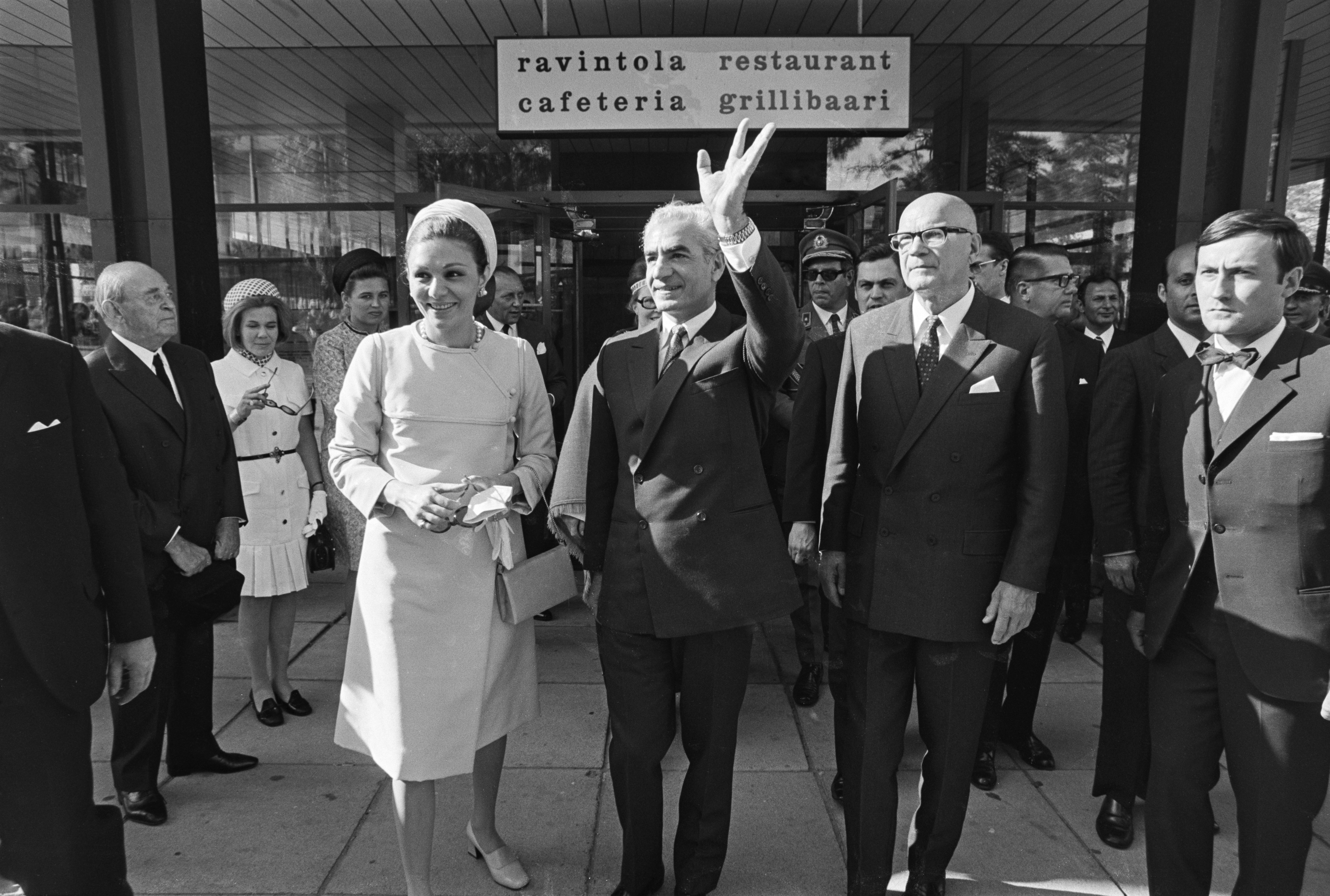
1970年6月，沙阿与皇后访问芬兰埃斯波，与总统乌尔霍·凯科宁会晤

尽管是美国在1953年将沙阿重新扶上王位，但他并不总是一个亲美盟友。1960年代初，当美国国务院政策规划处（Policy Planning Staff，包括威廉·R·波尔克）建议沙阿更公平地分配国家财富、减少军备支出并开放政治参与时，沙阿勃然大怒，并将波尔克视为“其政权的头号敌人”。
1964年7月，沙阿与土耳其总统贾迈勒·居尔塞尔及巴基斯坦总统阿尤布·汗在伊斯坦布尔宣布成立区域发展合作组织（RCD），推动联合交通与经济项目，并设想将来阿富汗也加入该组织。沙阿亦是首位给予以色列事实承认的中东领导人。
在接受CBS 60分钟节目记者迈克·华莱士采访时，沙阿抨击美国犹太人控制美国媒体与金融界，称《纽约时报》与《华盛顿邮报》的报道过度偏袒以色列，反而对以色列自身利益有害。他还表示巴勒斯坦人正在通过“恐怖主义与讹诈”向全世界施压。 沙阿关于“犹太游说集团”的言论被普遍认为是为了安抚阿拉伯批评者，不过这并未实质影响伊朗与以色列之间的双边关系。
1967年，美国国防部长罗伯特·麦克纳马拉在写给总统林登·约翰逊的备忘录中指出：“我们的对伊军售为美国创造了约140万个就业年产值，并在过去五年中为美国工业带来超过10亿美元利润。”他由此得出结论：伊朗是美国不可失去的军火市场。
1965年6月，由于美国不愿向沙阿出售某些武器，沙阿访问莫斯科，苏联同意向伊朗出售价值1.1亿美元的军火。此举震慑美国，并促使其恢复军售。 英、法、意等国的军火公司亦愿向伊朗供货，使沙阿在与美国谈判中具备高度筹码。美国则时常担忧沙阿的军购超出伊朗国防需求与消化能力。

#### 阿拉伯国家

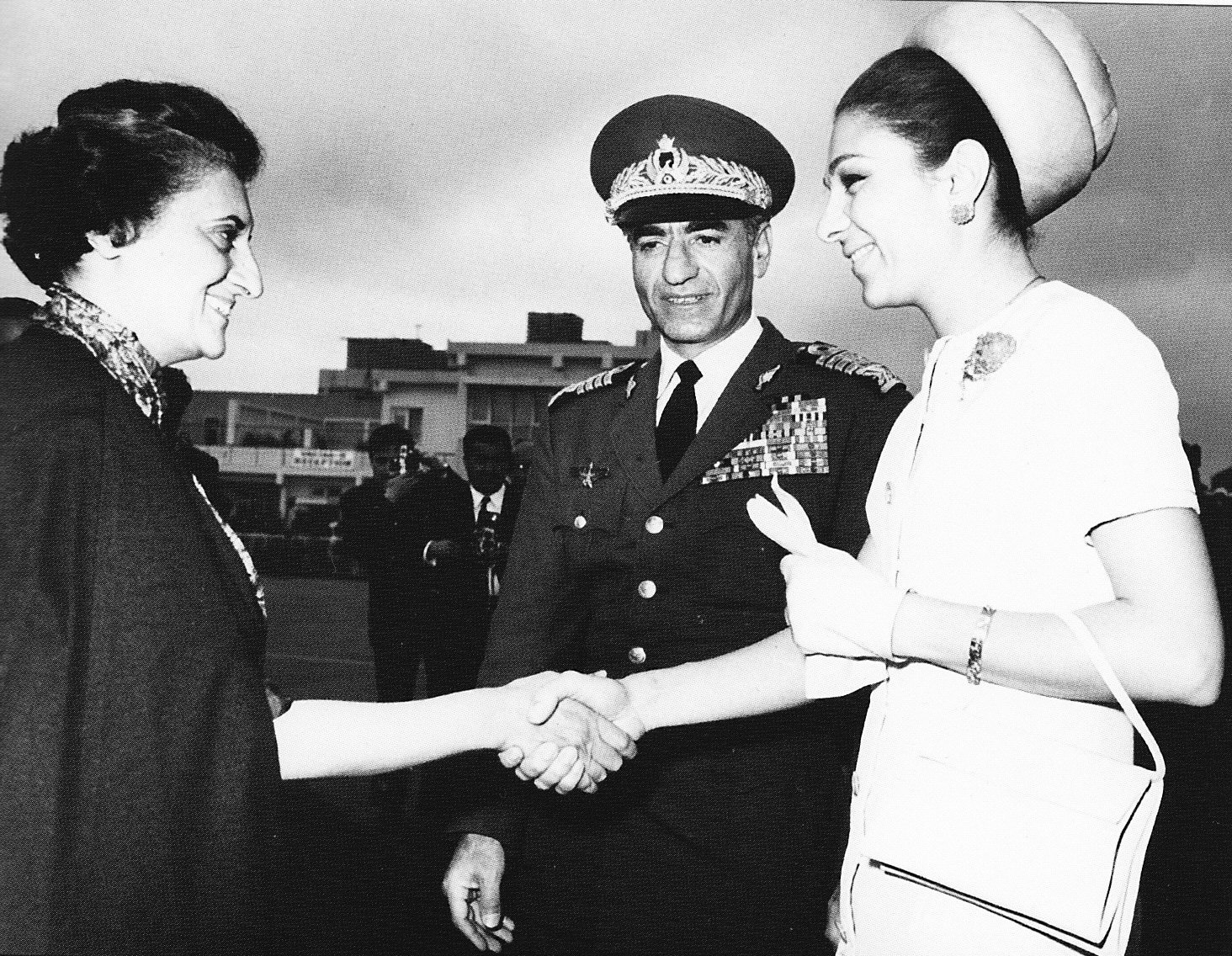
沙阿与妻子法拉赫在印度会见英迪拉·甘地，1970年

关于巴林的归属问题（英国自19世纪以来实际控制该地，但伊朗声称拥有主权）以及波斯湾三座小岛的主权问题，沙阿与英国达成协议。该协议通过公开民意程序，使巴林实现独立（尽管伊朗民族主义者普遍反对）。作为交换，阿布穆萨岛及大通布岛、小通布岛归属伊朗，这三岛位于霍尔木兹海峡，地理位置极为关键，原为阿拉伯联合酋长国宣称领土。
此期间，沙阿派出其最信任的部族人物之一阿卜杜勒卡里姆·法伊萨利酋长（Sheikh Abdulkarim Al-Faisali）维护伊朗在海湾地区的利益，并与各波斯湾国家维持良好关系，尤其与沙特阿拉伯建立起密切外交联系。沙阿视伊朗为波斯湾地区的天然主导力量，容不得任何挑战这一地位的企图。这一态度也体现在自1960年代初起开始的大规模军购浪潮之中。
穆罕默德-礼萨在北也门内战（1962–1970）中支持也门王室一方，反对共和派势力；并于1971年协助阿曼苏丹国镇压佐法尔叛乱。1971年，沙阿对记者说道：“当代局势使我们不得不接受这样的事实：与阿曼毗邻的那片海域——我指的是印度洋——并无明确的边界。至于伊朗的安全边界，我不会具体说出数字，但任何了解地理与战略态势，尤其是现代空海军能力的人，都会明白，从恰赫巴哈尔出发，这个边界能延伸多远。”
1968年至1975年间，伊拉克将6万余名伊朗裔伊拉克人驱逐出境，进一步激化两国矛盾。 伊拉克政局长期不稳，沙阿对卡西姆将军与复兴党政府均持强烈不信任态度。他尤其不满1937年伊伊关于阿拉伯河（Shatt al-Arab）边界的条约。该条约规定以伊朗一侧的低水位线为界，使伊拉克控制大部分航道。
1969年4月19日，沙阿单方面废除该条约，伊朗开始拒付通行费，其船只由军舰护航驶经阿拉伯河，令伊拉克失去一大财政来源。 他辩称世界绝大多数河流边界皆以主航道（thalweg）为界，且使用阿拉伯河的船只多数属伊朗，因此1937年协议对伊朗不公。
4月24日，一艘伊朗油轮在军舰护航下驶经阿拉伯河且未支付任何费用。尽管伊拉克发出战争威胁，但军事劣势使其并未采取实际行动。 此举开启了伊拉克与伊朗之间持续紧张的六年时期，直至1975年签署《阿尔及尔协议》才暂时缓解。
伊拉克还曾庇护伊朗前国家情报与安全组织（SAVAK）首长泰穆尔·巴赫蒂亚尔将军，他在巴格达与伊朗人民党及伊朗学生联合会成员会面，进一步恶化两国关系。 1970年8月7日，巴赫蒂亚尔在暗杀未遂后重伤，五日后去世。阿萨多拉·阿拉姆在日记中记载，沙阿得知此事后欣喜若狂。

#### 苏联

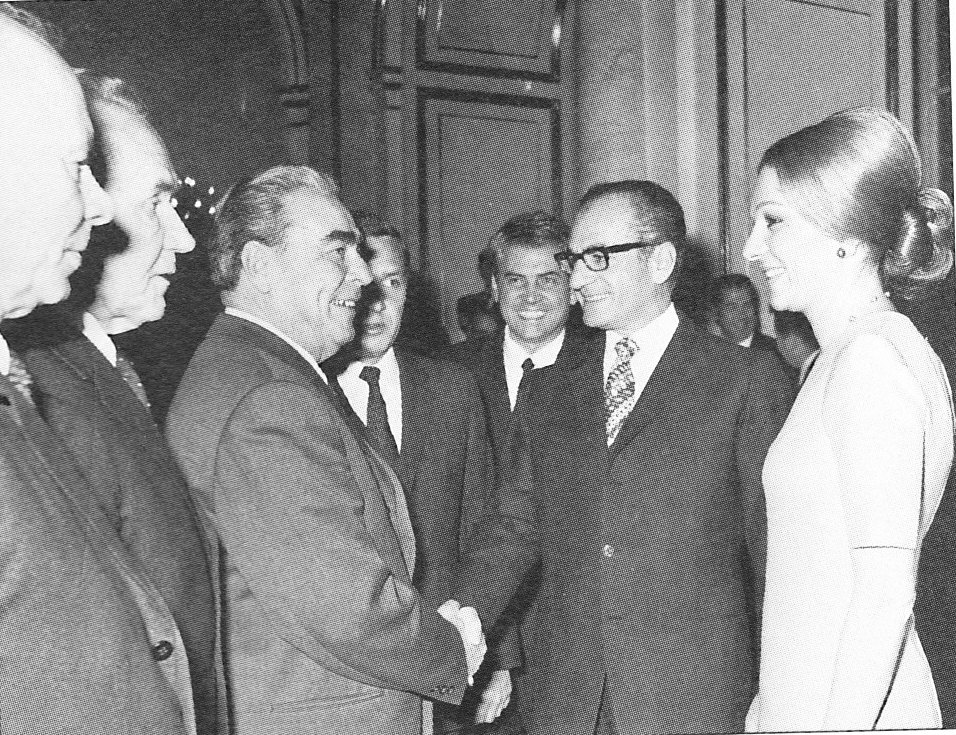
1970年，穆罕默德-礼萨沙阿与皇后法拉赫在莫斯科会见苏共中央总书记列昂尼德·勃列日涅夫

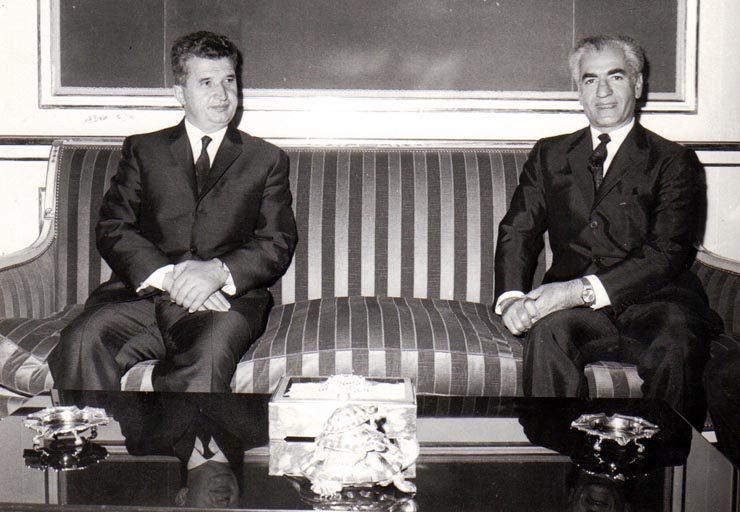
1969年，罗马尼亚社会主义共和国领导人齐奥塞斯库访问伊朗，在萨阿德·奥包德宫殿群与巴列维会谈

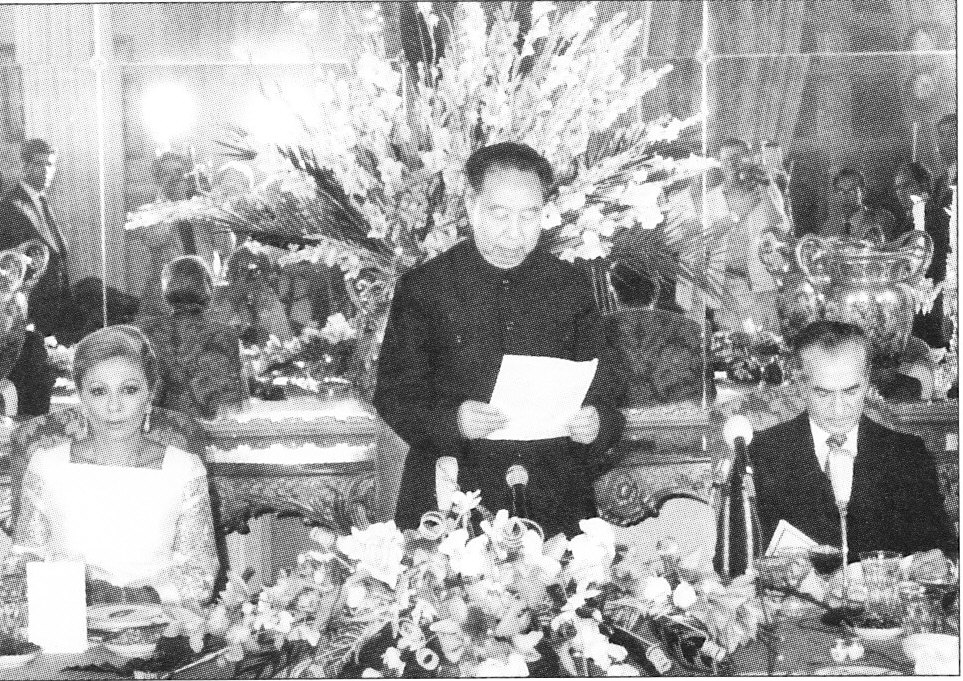
1978年，华国锋在巴列维夫妇晚宴上讲话

穆罕默德-礼萨一方面试图维持伊朗的非共产主义立场，另一方面亦积极缓和与苏联的关系，以避免遭遇冷战时期的地缘压力。他认为伊朗在冷战中的最佳策略是在东西方之间维持某种独立与平衡。
1970年，沙阿与苏共中央总书记列昂尼德·勃列日涅夫在莫斯科会晤，达成一系列贸易协议，包括天然气管道建设、能源合作与工业项目。作为回报，苏联将对伊朗提供若干技术援助及设备。
尽管双方在部分议题上合作，沙阿仍将苏联视为伊朗安全的主要潜在威胁，担心其可能支持伊朗境内的图尔克语系或库尔德族分离主义者。苏联亦对沙阿与美国的军事合作与西方化改革持保留态度。
1973年，沙阿提出建立“中东核自由区”，部分意在阻止苏联在该地区扩张影响力。尽管如此，伊苏关系在1970年代保持相对稳定，并未发展为严重对抗。

#### 南亚
穆罕默德-礼萨·巴列维沙阿十分重视与南亚国家的双边关系，尤其是与印度和巴基斯坦的联系。
沙阿与巴基斯坦总统穆罕默德·阿尤布·汗（Muhammad Ayub Khan）关系密切，支持其遏制苏联影响并稳定国内政局。沙阿还推动建立“区域发展合作组织”（RCD），与巴基斯坦及土耳其组成三边经济联盟，推动交通、贸易、工业发展等合作项目。
在1971年印巴战争期间，沙阿虽试图维持中立立场，但更倾向于支持巴基斯坦，并对印度吞并东巴基斯坦（今孟加拉国）表示担忧。 尽管如此，他仍维持与英迪拉·甘地领导的印度政府的良好外交关系，并于1970年访问新德里，推动两国在文化、技术与经济层面的合作。
沙阿深知南亚地区地缘复杂，对印巴对抗持谨慎态度，力图通过经济援助与文化外交保持伊朗在该地区的影响力。

#### 以色列
尽管伊朗与以色列之间未建立正式外交关系，穆罕默德-礼萨·巴列维在其统治时期与以色列保持了紧密的秘密合作。双方基于对阿拉伯民族主义和巴勒斯坦解放组织的共同担忧，在军事、安全与情报方面进行了广泛合作。
在沙阿的统治下，以色列被事实承认为伊朗在中东地区的盟友之一。以色列在德黑兰设有代表处，两国开展农业、军事装备与石油方面的合作；以色列专家还参与伊朗的灌溉、农业与安全项目。
伊朗向以色列出口石油，并通过秘密渠道获取以色列的军事与监控技术。以色列亦向伊朗提供情报协助，协助其对抗国内与周边国家的威胁。
然而，为避免激怒阿拉伯邻国与伊斯兰世界，沙阿从未正式承认以色列，并刻意低调处理两国的实际关系。他在公开场合时常批评以色列的政策，尤其是针对巴勒斯坦问题的立场，但实际上仍与以色列保持合作，反映出其现实主义外交策略。

#### 非洲
穆罕默德-礼萨·巴列维沙阿在其统治后期日益将非洲视为伊朗扩展地缘影响力的重要舞台。凭借1970年代石油价格飙升所带来的巨额收入，沙阿加大了对非洲国家的经济援助与外交投入，尤其在埃塞俄比亚、肯尼亚、塞内加尔和赞比亚等地。
沙阿与埃塞俄比亚皇帝海尔·塞拉西一世关系尤为密切，二人皆为世袭帝王，相互尊重并频繁互访。伊朗向埃塞俄比亚提供经济援助与军事培训，并支持其对抗厄立特里亚独立运动。
沙阿亦鼓励非洲国家与西方保持合作，反对苏联在非洲的扩张势力。他试图借助石油外交在不结盟运动国家中发挥更大影响力，将伊朗塑造成“发展中国家的榜样”。
然而，这些举措在非洲部分左翼政权中遭到质疑，认为伊朗君主制与西方密切关系不符合“第三世界独立”理念。尽管如此，伊朗在沙阿统治下的非洲政策总体获得不少国家欢迎，其经济援助项目广受重视。

#### 拉丁美洲
在1970年代的石油繁荣时期，穆罕默德-礼萨·巴列维积极拓展伊朗在拉丁美洲的外交与经济影响力。他主张发展中国家之间应加强南南合作，尤其在石油输出国之间建立更紧密的联盟。
沙阿对委内瑞拉、墨西哥和巴西等国进行了国事访问，推动能源、石化工业与基础设施项目的合作。伊朗与委内瑞拉同为石油输出国组织（OPEC）核心成员，双方在油价政策上保持一致立场，并在数次会议中协调策略以增强石油出口国的议价能力。
伊朗亦尝试与拉美各国在农业、教育与技术转移方面开展合作，并为部分拉美国家提供优惠贷款及投资机会。沙阿期望通过这些举措，将伊朗塑造成“第三世界现代化典范”，同时制衡苏联在拉美的影响力。
尽管部分左翼政府对沙阿的君主专制表示批评，但整体而言，伊朗在拉丁美洲的外交活动多以务实经济合作为导向，避免意识形态冲突。

## 伊斯兰革命

### 背景
巴列维的垮台几乎令所有观察者大为震惊。 最早的反对沙阿的激进示威始于1977年10月，当时霍梅尼之子穆斯塔法去世，引发了数百人抗议。 1978年1月7日，《伊朗与红黑殖民》一文刊登在《Ettela'at》报上，攻击当时流亡伊拉克的鲁霍拉·霍梅尼，称其为同性恋、吸毒者与英国间谍，并宣称他是印度人而非伊朗人。 霍梅尼的支持者走私带入其布道录音带，穆罕默德-礼萨对其中一则指控他腐败的布道感到愤怒，尽管宫廷、安全局（SAVAK）和报社编辑都认为那篇文章是毫无必要的挑衅之举，但他仍坚持刊登。 次日，抗议文章的示威活动爆发于库姆市——一个历来反对巴列维王室的传统中心。

### 确诊癌症
1974年，沙阿的私人医生阿卜杜勒·卡里姆·阿亚迪在他抱怨腹部肿胀后，诊断其患有脾肿大。同年5月1日，法国医生乔治·弗朗德林飞抵德黑兰为其治疗，在初次接诊中即诊断出慢性淋巴细胞白血病。然而直到1978年，沙阿本人才被告知患癌。为隐瞒病情，医生们向他提供了伪造的体检报告，声称其健康状况良好。1976年，沙阿在苏黎世会见法国医生，对方发现他血象异常，且所服药物错误，反而加重了病情。

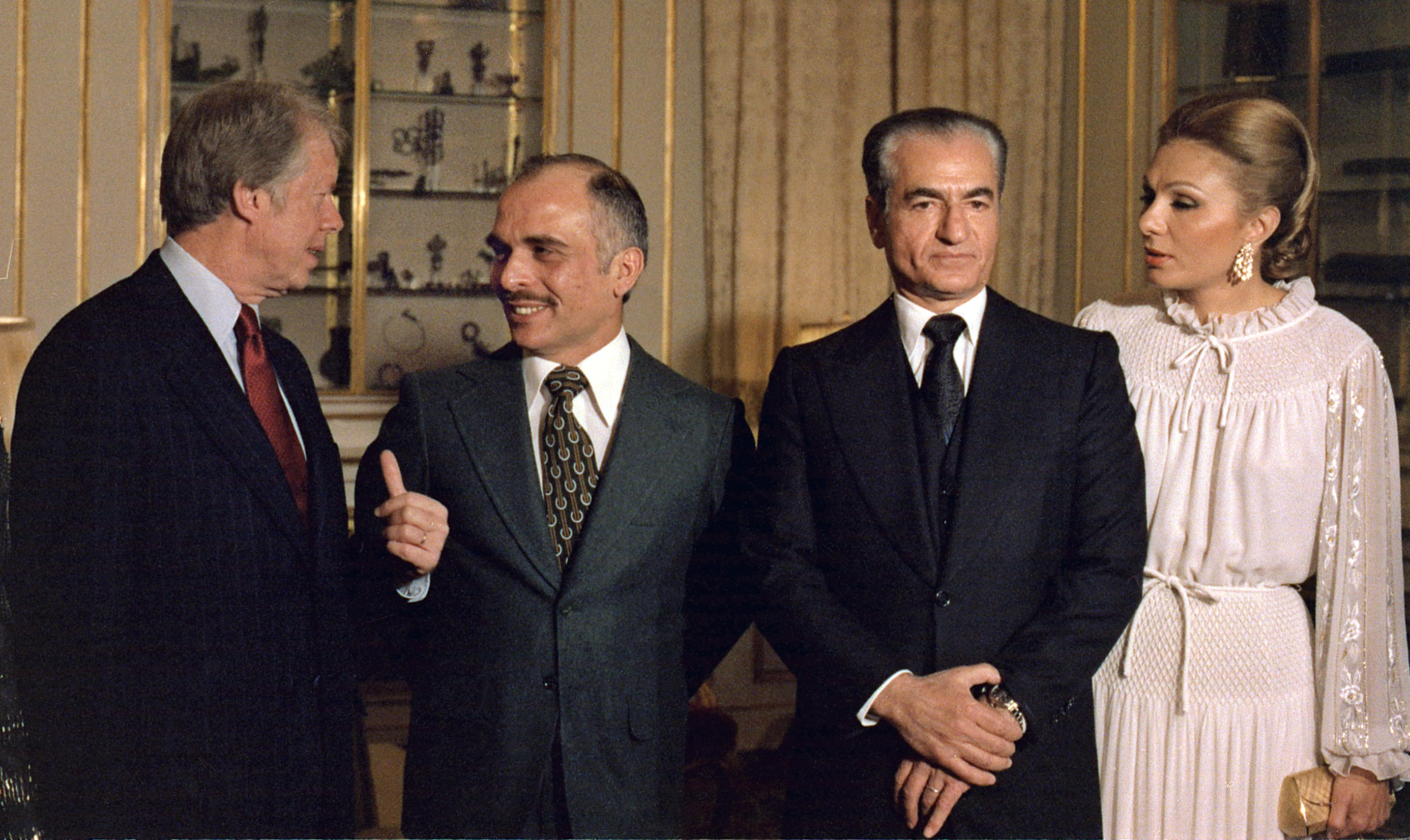
1977年12月31日，德黑兰：穆罕默德-礼萨与法拉王后接待胡笙国王与吉米·卡特总统

随着病情恶化，自1978年春起，沙阿不再公开露面，官方称其患有“长期感冒”。 1978年5月，他突然取消了早已计划的对匈牙利和保加利亚的国事访问。 整个夏季，他都隐居在里海度假地的拉姆萨尔宫，接受法国医生让·伯纳与乔治·弗朗德林的治疗。 为抑制癌症，医生让其服用强的松，该药可能引发抑郁与思维迟钝等副作用。
全国范围内抗议与罢工席卷伊朗时，宫廷发现沙阿变得完全被动且优柔寡断，常常呆坐发呆。 向来喜爱公众关注的他突然隐居，引发各种健康谣言，削弱了君主光环，人们意识到这位“神一般的君王”其实也是凡人。 1978年7月，为驳斥健康谣言，官方刊出一张粗劣修图的皇室海滩照片，却弄巧成拙。公众很快识破，所谓“拖鞋”其实是被抹去的助手，用以掩盖沙阿已无法独立行走的事实。
1978年6月，法国医生首次将病情严重程度告知法国政府，后者于9月通报美国政府沙阿正死于癌症；此前美方尚不知其早在四年前即已确诊。 沙阿实行高度集权的政治体制，而历史学家阿巴斯·米拉尼指出，到了1978年夏，他在危机面前表现出严重的犹豫不决，加上癌症和抗癌药物的影响，情绪愈发不稳——时而充满希望，时而陷入昏沉瘫痪，政府决策陷入停滞。 米拉尼写道，沙阿在1978年“陷入抑郁、犹豫与瘫痪”，导致整个国家机器失灵。 法拉王后因丈夫迟迟不作为而焦急，数次建议其赴国外治疗并由她出任摄政以稳定政局。沙阿拒绝，称不愿被视为“抛弃国家的懦夫”，更不想让妻子成为“圣女贞德”。

### 黑色星期五
伊朗军队的指挥结构高度依赖沙阿本人，加之缺乏应对民众骚乱的训练，最终造成灾难与流血事件。军队曾多次向示威者开火，其中最严重的一次发生在1978年9月8日。当日，在贾雷广场（Jaleh Square），巴列维政权军队开火，导致至少64人、甚至可能超过100人死亡，另有205人受伤。这场流血被视为伊朗革命的转折点，彻底粉碎了抗议运动与沙阿政权之间任何“妥协的希望”。

### 政权崩溃

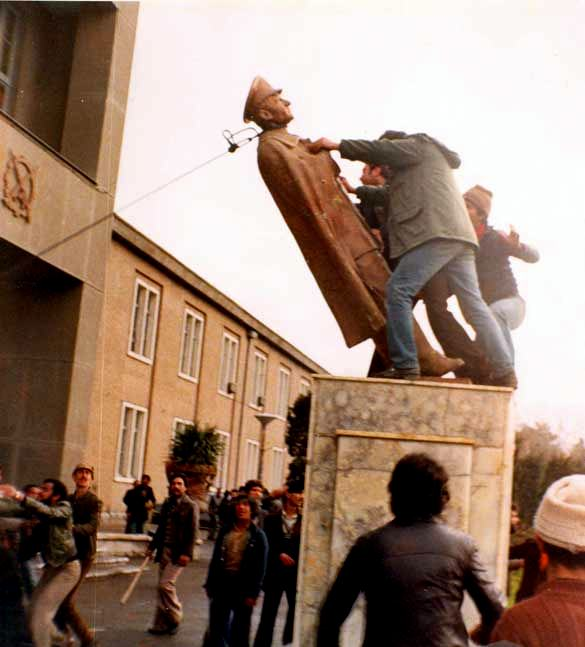
1978年，德黑兰大学，革命支持者拆除沙阿雕像

为缓和局势，1978年10月2日，沙阿对所有流亡海外的异见人士宣布大赦，包括霍梅尼。 然而此举为时已晚。1978年10月，全国陷入极度动荡，反对君主制的呼声公开化，罢工使国家瘫痪；12月初，全国有“600万至900万人”——超过总人口10%——走上街头游行反对沙阿。
1978年10月，在直升机上俯瞰德黑兰的巨大示威人群后，穆罕默德-礼萨怒斥英国大使安东尼·帕森斯爵士（Sir Anthony Parsons）和美国大使威廉·沙利文（William H. Sullivan）组织了这些抗议，咆哮自己遭到“英美出卖”。 当时BBC的记者普遍对革命持同情态度，这也被沙阿和伊朗民众视为英国支持革命的信号。这种印象十分关键，因为伊朗人普遍夸大了英国对伊朗局势“操控”的能力。 BBC后来的内部调查显示，许多左翼记者确实将沙阿视为“反动”势力，支持这场“进步的”革命。
沙阿大部分时间都沉浸在各种阴谋论中，试图寻找幕后黑手，最常怀疑的对象是英、美、苏三国的联合策划。 米拉尼指出，沙阿将革命视为外国势力操控的巨大阴谋，等于否定伊朗内部存在任何问题，把数百万抗议民众看作被外国人利用的傀儡，这种心态导致他直到最后一刻都不愿让步或进行实质性改革。 在1978年大部分时间里，沙阿仍将敌人视为“马克思主义者”，而非伊斯兰主义者。 他对KGB的力量极度夸大，坚信示威都是莫斯科操控的，因为只有KGB才能调动如此多群众走上街头。
1978年10月，石油工人罢工，导致整个石油产业停摆，也切断了沙阿政权的主要财政来源。 伊朗军队并无应对此类经济危机的计划，此举将政权推向经济崩溃的边缘。
这场革命联合了广泛阵营，从世俗的极左民族主义者到右派的伊斯兰主义者不一而足。而流亡巴黎的霍梅尼则努力塑造自己为“温和派”，试图团结所有反对派别。 11月3日，情报机构SAVAK提交一项逮捕约1500名革命领导人的提案，沙阿起初表示同意，却又反悔，不仅否定该计划，还将其提出者帕尔维兹·萨贝提（Parviz Sabeti）免职。
1978年11月5日，沙阿登上伊朗电视，对全国说：“我听见了你们革命的声音”，并承诺进行重大改革。 11月7日，作为对反对派的重大让步，沙阿释放所有政治犯，并下令逮捕前总理阿米尔-阿巴斯·霍韦达（Amir-Abbas Hoveyda）及多名高级官员。这一举动既鼓舞了反对派，也打击了其支持者的士气。
1978年11月21日，美国财政部长迈克尔·布卢门撒尔（Michael Blumenthal）访问德黑兰会见沙阿，返国后向总统吉米·卡特报告：“这个人已经如同幽灵。”他的癌症已无法掩盖。
1978年12月末，沙阿得知其多位将领已开始与革命派接触，军方忠诚已不再可靠。 次月，他在绝望之中求助于民族阵线（National Front），询问其领导人是否愿意出任总理。 他特别希望由民族阵线的戈拉姆·侯赛因·萨迪吉（Gholam Hossein Sadighi）出任总理。 萨迪吉曾任摩萨台政府的内政部长，在1953年政变后被捕，后被沙阿赦免，理由是其“爱国”。 尽管屡遭SAVAK骚扰，萨迪吉仍愿出任总理以“拯救国家”，因为他担心沙阿若被推翻，伊朗将陷入更混乱的局面。
尽管民族阵线其他领袖反对，萨迪吉仍于1978年12月多次前往尼亚瓦兰宫，商讨出任总理的条件，最大分歧在于：他要求沙阿必须留在伊朗，以维持军方效忠。
1978年12月7日，宣布美国总统卡特、法国总统瓦莱里·季斯卡·德斯坦、西德总理赫尔穆特·施密特及英国首相詹姆斯·卡拉汉将于1979年1月5日齐聚瓜德罗普会议，讨论伊朗危机。 对沙阿而言，这成了压垮骆驼的最后一根稻草，他坚信西方领导人正密谋如何彻底抛弃他。

### 伊斯兰共和国

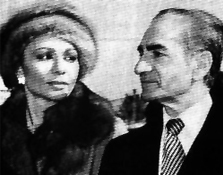
穆罕默德-礼萨沙阿与法拉王后于1979年离开伊朗前，在梅赫拉巴德机场合影

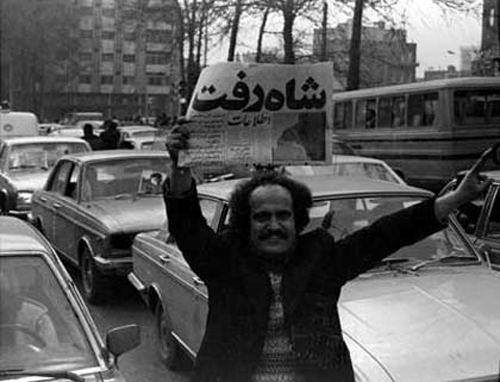
1979年1月16日，《Ettela'at》报一名革命者手中报纸标题：《国王走了》。

1979年1月16日，应总理沙普尔·巴赫蒂亚尔（一位长期反对派领袖）的要求，穆罕默德-礼萨沙阿与法尔布德公司签订合约后离开伊朗，巴赫蒂亚尔希望此举能平息局势。 沙阿登机离境时，许多王室卫兵落泪，而巴赫蒂亚尔则毫不掩饰对沙阿的轻蔑与厌恶。 民众随后自发攻击各地的巴列维王朝雕像与象征，“数小时内几乎所有与王室相关的标志”都被破坏殆尽。
巴赫蒂亚尔随即解散SAVAK，释放所有政治犯，并允许流亡多年的霍梅尼返回伊朗。他呼吁霍梅尼在库姆建立类似梵蒂冈的宗教政权，承诺举行自由选举，并邀请反对派合作维持宪政体制，提出建立包括霍梅尼支持者在内的“民族团结”政府。
但霍梅尼拒绝巴赫蒂亚尔的所有要求，并自行任命临时政府，指定迈赫迪·巴扎尔甘为总理，宣称：“我将建立政府。我将反对这个政权。依靠人民的支持，我将组建政权。”
进入2月，亲霍梅尼的革命游击队与叛军在街头战斗中逐渐取得优势，军方宣布保持中立。2月11日晚，君主制的解体已成定局。

### 对巴列维政权的批评和瓦解原因

#### 美國的不作為
美國國務院因未能有效與德黑蘭溝通、或阻止抗議活動與反對派的擴大，而受到批評。美國情報界亦被指責誤判局勢，曾向總統吉米·卡特回報稱：「伊朗並不處於革命或甚至‘前革命’狀態。」卡特亦因未能支持沙阿、亦未遏制反對派而遭批評。在伊朗國內，許多人廣泛相信革命實為一場英國策劃的政變，該陰謀論即後來所謂1979年伊朗革命陰謀論。這一觀點亦受到伊朗國王本人支持，他認為自己對石油市場的掌控日益加強，特別是1973年推動伊朗石油國有化，促使國際石油公司聯合推翻他。
國際特赦組織對1974至1975年伊朗人權狀況的報告指出：「該年內政治犯總數據報導為2萬5千至10萬不等。」
根據美國科學家聯合會的約翰·派克（John Pike）2000年的分析：
1978年，反對沙阿的聲浪激增，爆發全國性示威與暴動。沙阿發現即便動用暴力亦無法鎮壓叛亂，遂於1979年1月16日放棄孔雀王座並逃離伊朗。雖然薩瓦克長年與中央情報局密切合作，建立了全面監控體系，但伊朗人民的反抗意志與沙阿的突然出走仍令美國情報體系與高層決策者震驚。甚至到1978年9月28日，美國國防情報局仍報告稱沙阿“未來十年內仍將繼續掌權”。
學者普遍認為，穆罕默德-禮薩被推翻的原因包括：他是由非穆斯林的西方國家——美國——扶植上位的獨裁者，其西方文化亦被視為對伊朗傳統價值觀的侵蝕。其他促成因素包括壓迫、暴力鎮壓、貪腐與奢靡之風。政權基本治理能力失靈亦被詬病——如經濟瓶頸、物資短缺、通貨膨脹、經濟政策過於激進、安全部隊無力處理抗議活動，以及過度集中的王權結構。 沙阿透過石油輸出國組織（OPEC）推動油價飆升，以增加國家收益，卻導致西方利益與戰略重心轉向，尤以卡特政府對伊朗人權問題態度批判，以及美國與沙烏地阿拉伯經貿關係加強為代表。

#### 邊緣化伊斯蘭教

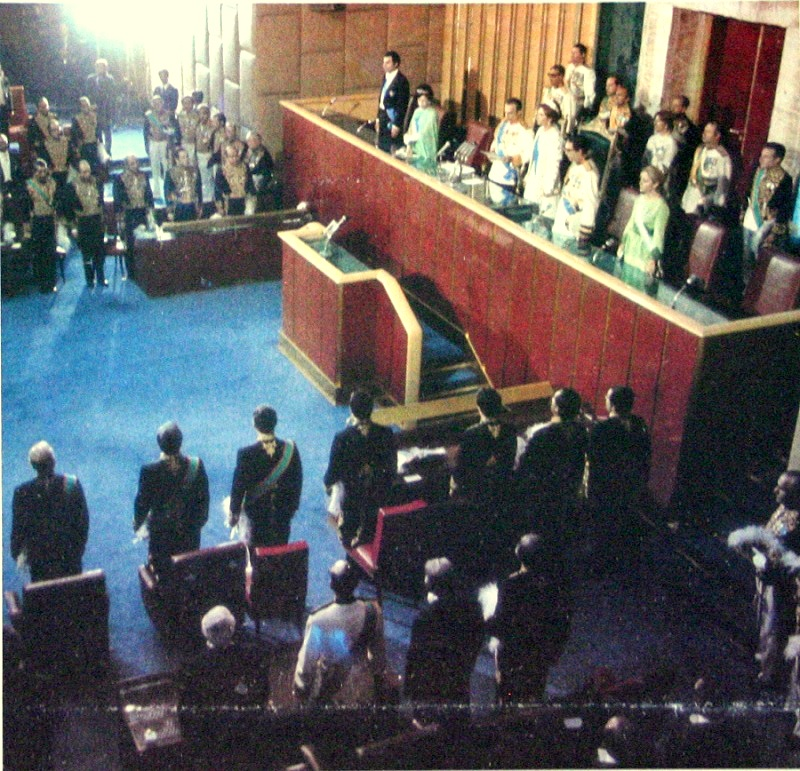
1975年，沙阿在伊朗參議院發表演說

1971年10月，穆罕默德-禮薩舉辦波斯帝國建立2500年慶典；《紐約時報》報導此慶典耗資1億美元。 他在古代波斯波利斯遺址旁指示搭建一座覆蓋160英畝（0.65平方）的帳篷城，其內設有三頂大型王室帳篷及59頂星形排列的次帳篷。法國巴黎馬克西姆餐廳主廚為來自全球的王室與政要烹製孔雀胸肉，裝飾由馬尚·讓森設計（曾為賈桂琳·甘迺迪改造白宮），嘉賓使用利摩日瓷器與巴卡拉水晶杯用餐。奢華與附近貧困村落的強烈對比引發社會爭議。數月前，大學生已罷課抗議。此花費驚人，沙阿禁止幕僚討論實際支出數字。不過，他與支持者認為此舉有助吸引外資、促進國際關係並提升伊朗形象。

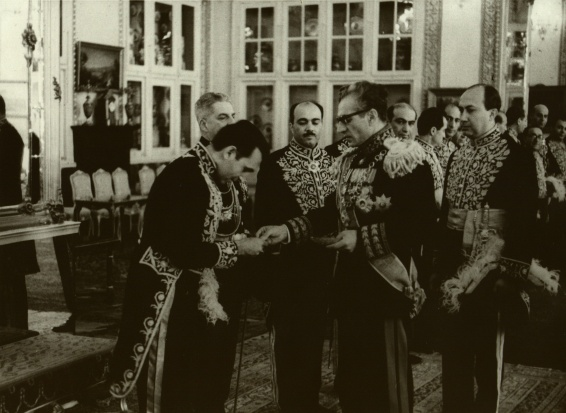
1964年，沙阿與總理哈桑·阿里·曼蘇爾內閣於尼亞瓦蘭宮合影

其他導致其垮台的因素還包括：1975年成立单一政黨體系（復興黨），強制全民加入與繳納黨費，使原本政治中立的市民與市集商人等反感； 1976年更強制將伊斯蘭曆改為「帝國曆」，以居魯士大帝征服巴比倫作為元年，而非穆罕默德自麥加遷徙至麥地那之年。此曆法設計目的是令其登基年（1941年）對應為帝國曆2500年。如此一來，年份一夜之間從1355變成2535年。 在2500年慶典期間，沙阿在居魯士陵前發表名言：「安息吧，居魯士，我們醒著呢。」
有觀點認為，其推行的白色革命「規劃粗糙、執行混亂」，既得罪富人，也未能真正改善貧民福祉或賦予政治自由。 1974年，法國醫生診斷穆罕默德-禮薩罹患最終致其死亡的癌症。 此病情極為保密，甚至美國情報系統至1977年仍向總統回報其「健康狀況良好」。但此病使其後期心灰意冷，難以果斷施政。

#### 失業問題
沙阿推動的某些改革（如教育普及）亦產生意想不到的後果。儘管就學率上升（1966年城市7至14歲學童就學率達75.8%），但勞動市場未能吸納大量受教育青年。1966年，高中畢業生的失業率甚至高於文盲，許多受教育卻失業的青年成為革命支持者。

## 流亡身死

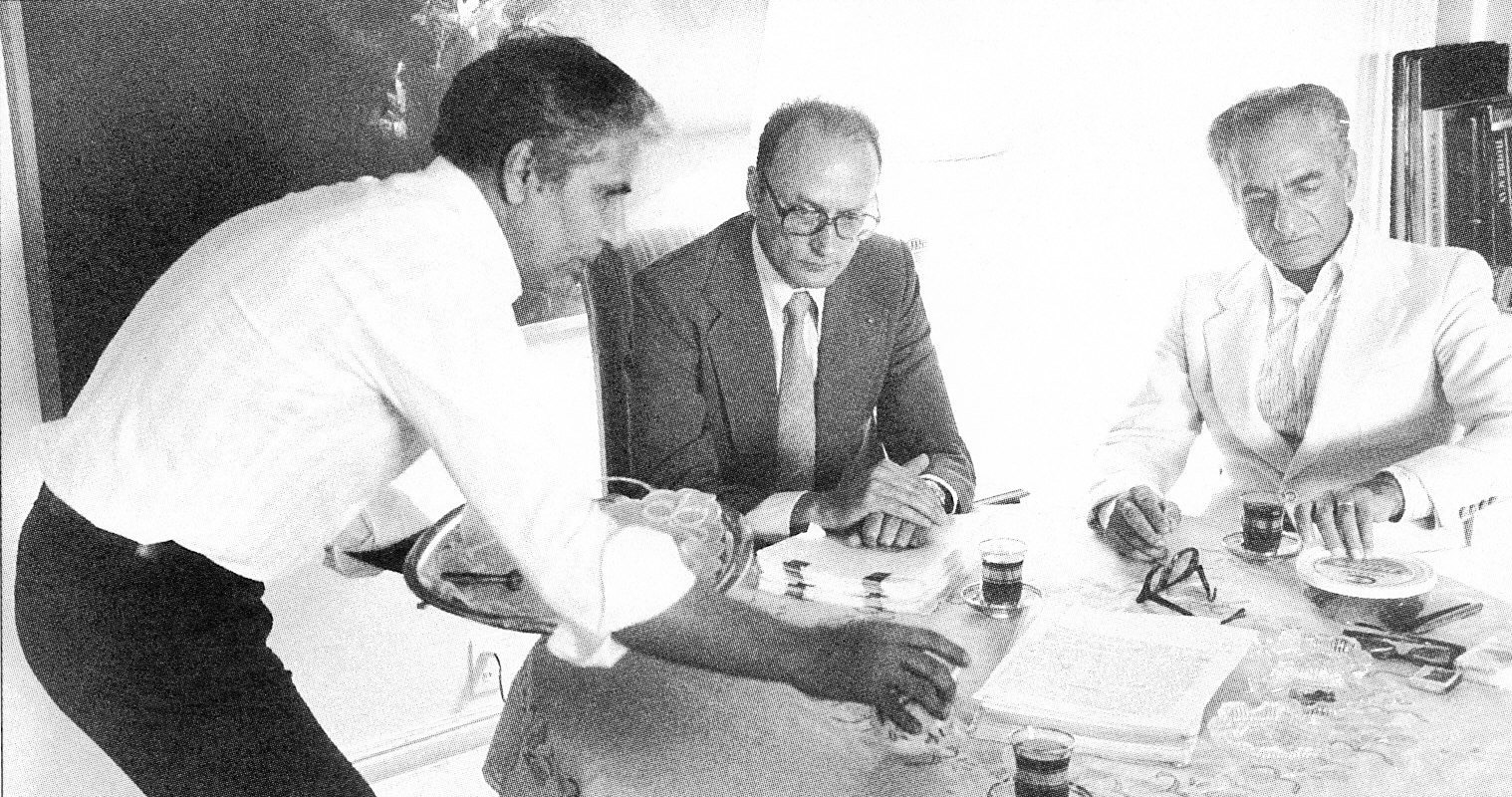
1979年，沙阿与亨利·博尼埃在墨西哥库埃纳瓦卡

在第二次流亡期间，穆罕默德-礼萨辗转多国，寻求临时居所。他最先飞往埃及的阿斯旺，受到总统安瓦尔·萨达特的热情接待。之后，他作为摩洛哥国王哈桑二世的座上宾，迁居至马拉喀什。穆罕默德-礼萨在位时乐于支持各国王室，其中哈桑曾从这位朋友处获得1.1亿美元的无息贷款。穆罕默德-礼萨期待哈桑回报昔日恩情，但很快发现哈桑另有盘算。美国驻摩洛哥大使理查德·帕克报告称：“摩洛哥人认为沙阿身价约为20亿美元，他们想要分一杯羹。”
离开摩洛哥后，沙阿曾居于巴哈马的天堂岛，随后又前往墨西哥的库埃纳瓦卡（临近墨西哥城），受总统何塞·洛佩斯·波蒂略接待。1979年夏天，美国前总统理查德·尼克松曾前往墨西哥探望沙阿。

### 健康恶化
美国医生本杰明·金（Benjamin Kean）曾在库埃纳瓦卡为穆罕默德-礼萨诊治，他写道：
现在毫无疑问了。整个氛围已彻底改变。沙阿的外貌明显恶化……他显然患有阻塞性黄疸。症状类似胆结石，因其伴随发热、寒战和腹痛，显示可能为胆道感染。他还有长期消化不良史。除了潜在阻塞（他已严重黄疸6至8周），还极度消瘦，颈部淋巴结硬化、脾肿大，显示其癌症正在恶化，并伴有贫血和白细胞减少。
沙阿患有胆结石，急需手术。他曾获瑞士治疗邀约，但坚持要去美国就医。吉米·卡特总统原不愿接纳沙阿，但在亨利·基辛格施压下让步。基辛格威胁若不准沙阿入境，他将拒绝支持卡特刚与苏联签署的第二阶段限制战略武器条约（SALT II），据称卡特愤怒至极，多次在椭圆形办公室挂断电话并咆哮“他妈的沙阿！”当时众多共和党人批评该条约对美不利，卡特急需基辛格这类共和党元老背书。
沙阿未向墨西哥医生说明其患癌，致使医生误诊为疟疾并开出无效的抗疟药，导致他病情迅速恶化，体重减轻约30磅（14）。
1979年9月，大卫·洛克菲勒派医生向美国国务院报告称沙阿必须赴美治疗，但金医生并不同意此观点，认为墨西哥已有足够设备，问题在于沙阿拒绝告知医生真相。国务院警告卡特，若接纳沙阿，伊朗可能会占领美国驻德黑兰大使馆。米拉尼指出，洛克菲勒可能存在利益冲突：其大通银行曾于1978年在法律审查未完备下向伊朗提供5亿美元贷款，款项存于大通账户；伊斯兰共和国成立后开始大量提取此账户资金。洛克菲勒或希望沙阿赴美，从而激怒伊朗新政权，占领大使馆后美方冻结其在美资产，包括该大通账户。

### 在美国的治疗
1979年10月22日，吉米·卡特总统在万般不情愿下同意沙阿入境美国，于威尔康奈尔医疗中心接受手术治疗。期间，沙阿以当时美国国务院政务次长大卫·D·纽瑟姆（David D. Newsom）的名字为化名入住，事先未征得本人同意。之后，沙阿搭乘美国空军专机转至德克萨斯州的凯利空军基地，随后入住拉克兰空军基地的威尔福德·霍尔医疗中心。
原预计沙阿在美逗留时间很短，然而术后并发症使他不得不住院六周。这段时间伊朗革命政权仍怀恨美国推翻摩萨台总理及长期扶持沙阿，要求引渡沙阿回国受审。沙阿在纽约极为不安，受到严密警卫保护，每天都有在美留学的伊朗学生聚集医院外高喊“打倒沙阿”，他在病房中也能听见。他痴迷于伊朗相关新闻，对伊斯兰共和国的新秩序极为痛苦。
此时他已无法行走，出入医院需在夜晚秘密推轮椅并用毯子遮掩，以免遭遇暗杀。  
有观点认为，沙阿赴美引发了伊朗人质危机，即美国驻德黑兰大使馆被占领、外交人员遭绑架事件。沙阿在回忆录中声称，美国并未为他提供任何医疗，反而要求他离开美国。
从人质事件发生起，卡特政府认为沙阿在美将成为释放人质的最大障碍。Zonis指出“……他实际上被驱逐出境”。沙阿希望返回墨西哥，表示对库埃纳瓦卡记忆良好，但遭拒绝。当时墨西哥希望成为联合国安理会非常任理事国，需获得古巴支持，古巴领导人菲德尔·卡斯特罗告诉总统洛佩斯·波蒂略，只有拒绝沙阿入境，古巴才会投赞成票。
1979年12月15日，沙阿离开美国，短暂居住于巴拿马的孔塔多拉岛。当地民众发起抗议，反对其入境。巴拿马军政府领导人奥马尔·托里霍斯将其软禁于佩蒂拉医疗中心，该院被美国医生谴责为“设备简陋、人员不足”。托里霍斯为左翼民粹主义者，在美国强压下才接纳沙阿，并公然表露厌恶，称见面后他是“自己所见最悲伤的人”。初见时甚至讥讽道：“从孔雀王座跌入孔塔多拉一定很难吧。”并称他为（意为“没落者”）。
托里霍斯更令沙阿痛苦的是安排其贴身警卫由一位激进马克思主义社会学教授担任，长期向沙阿灌输“你作为美帝国主义工具，今日之境实乃活该”等观点。同时，每月还向沙阿收取2.1万美元租金，食宿和200名国民警卫队护卫费用亦由其自理。
伊朗临时政府持续要求引渡沙阿及其妻法拉赫·巴列维。不久后，伊朗特使携带长达450页的引渡请求前往巴拿马，使沙阿及其幕僚极度恐慌。巴拿马政府是否真会交人仍是历史争议。
1980年1月，沙阿在孔塔多拉岛接受大卫·弗罗斯特的最后一次电视访谈，美国ABC广播公司于1月17日播放。沙阿谈及自己的财富、病情、萨瓦克、酷刑、政治过失、霍梅尼以及引渡威胁。
唯一慰藉他的是来自索拉娅·伊斯坎德里亚的书信，信中仍表示爱他并盼在他死前见最后一面。沙阿在回信中也表达了愿见索拉娅的心愿，但明确法拉赫皇后不得在场，然而法拉赫始终陪伴在其病榻旁，使安排复杂化。

### 中情局暗杀阴谋
穆罕默德-礼萨的助手帕尔维兹·萨比蒂曾透露，美国中央情报局试图派遣两名波斯语特工，伪装成伊朗特工，暗杀沙阿。伊朗流亡政府成员亦知晓此事，并敦促沙阿尽速离开巴拿马。
1980年3月，沙阿秘密离境前往摩洛哥，哈桑二世国王再度给予接待。

### 埃及与手术失误
随后，沙阿最后一次迁居埃及，受到总统安瓦尔·萨达特欢迎。萨达特曾称穆罕默德-礼萨为“挚友”，安排他入住尼罗河畔一座总统官邸。沙阿病情继续恶化，急需切除脾脏。然而，手术由美国外科医生迈克尔·德贝基主刀，术前术中却未进行活检。
术后，医生才发现沙阿患有高度恶性的非霍奇金淋巴瘤。德贝基术后即返回美国，未留下安排术后护理。接替医生亦非专业肿瘤科，术后并发症未被妥善处理，最终导致感染与肝功能衰竭。 米拉尼指出，若手术由埃及军方医院完成，或许治疗结果更佳，但沙阿坚持由“世界顶级名医”主刀，且病情长期讳莫如深，使多国医生诊疗皆受限。
1980年7月27日，穆罕默德-礼萨·巴列维在开罗去世，享年60岁。他葬于开罗艾尔·拉法伊清真寺（Al Rifa'i Mosque），即其父礼萨汗也曾短暂安葬之地。安葬仪式由萨达特主持，亦有多国政要出席。
法拉赫王后与子女继续流亡欧洲。穆罕默德-礼萨之死标志着伊朗君主制终结，其王朝复辟希望也随之破灭。

## 家室
巴勒維一生先後娶了三個妻子，分別为：
- 法絲亞·福阿德（1921-2013），1941-1948年结婚，埃及王國公主。育有一女：
  - 沙赫娜茲·巴列維（1940-）
- 索拉雅·伊凡迪亞利-巴克提亞利（1932-2001），1951-1958年结婚，伊朗南部部落的望族之女。婚内未能怀孕，后義大利導演將她和穆罕默德-礼萨的愛情婚姻及意改革伊朗及的事拍成電影《索拉雅：悲傷的公主》。
- 法拉赫·迪巴（1938-），1959-1980年结婚，伊朗军官之女，育有二子二女：
  - 禮薩·巴勒維（1960-）
  - 法拉纳兹·巴列維（1963-）
  - 阿里-禮薩·巴列維（1966-2011）
  - 莱伊拉·巴列維（1970-2001）

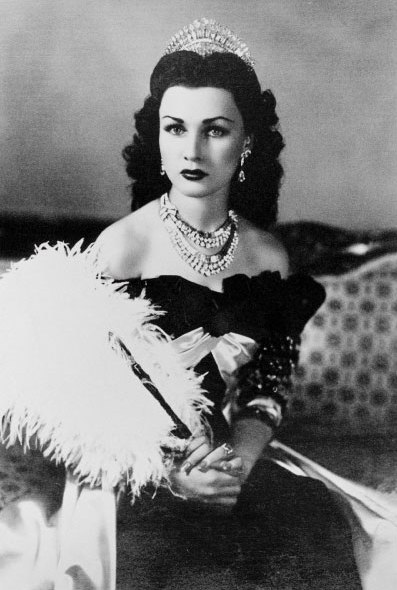
第一任妻子法絲亞
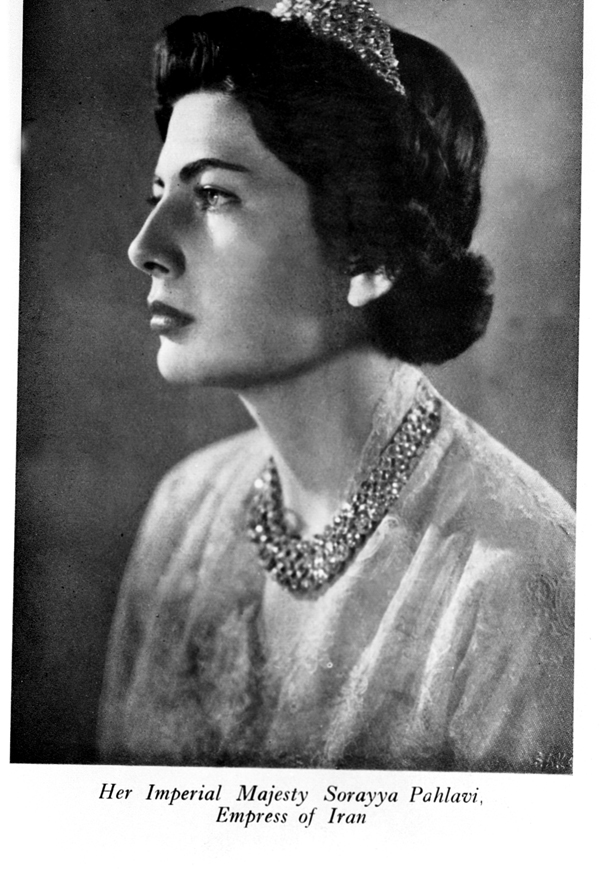
第二任妻子索拉雅
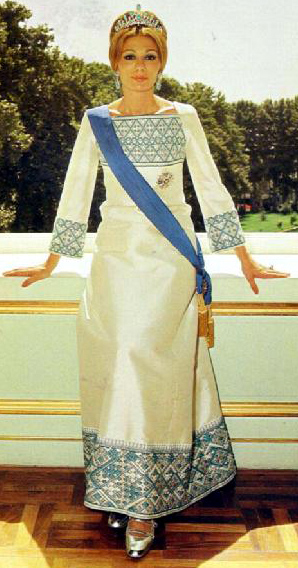
第三任妻子法拉赫

## 宗教观

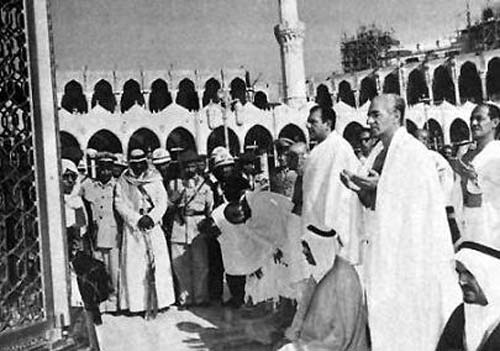
穆罕默德-禮薩於1970年代朝覲哈吉時的照片

穆罕默德-禮薩從其母親那裡繼承了一種信奉個人偉大與命定使命的近乎救世主式的信念，並相信上帝一直站在他這一邊，這也解釋了他成年後常表現出的消極與宿命態度。 1973年，他曾對義大利記者奧里亞娜·法拉奇說道：
一位不必對任何人交代自己言行的國王，必然註定要面對孤獨。然而我並不完全孤單，因為有一種其他人無法感知的力量與我同行。那是我的神秘力量。此外，我會收到訊息。我自五歲以來便與上帝同在。從那時起，上帝便開始向我顯示那些異象。
穆罕默德-禮薩自幼便在公開或私人場合談到，他相信自己被上帝選中，肩負著「神聖使命」來改造伊朗，因為他童年時夢見什葉派伊瑪目十二人中的多位人物，並認為那是上帝給他的啟示。 他在1961年出版的著作《為我國的使命》（Mission for My Country）中寫道：
從六、七歲開始，我就感覺也許有一個至高的存在在引導我。我不知道。有時這樣的想法會讓我感到不安，因為我會問自己：那麼，我自己的個性是什麼？我真的有自由意志嗎？不過，我也常思考：如果我被某種力量所驅動——也許應該說是受到支持——那麼一定有它的原因。
根據馬文·佐尼斯（Marvin Zonis）在其撰寫的沙阿傳記中所述，穆罕默德-禮薩確實真心相信這些神聖力量的存在。然而在什葉派伊斯蘭教傳統中，鮮有沙阿自稱獲得真主的啟示，也很少有人將夢境視為神諭。對穆罕默德-禮薩聲稱其夢境來自上帝的說法，西方大多數人持嘲笑態度。 其父禮薩汗信仰較為世俗，對這些異象持否定態度，並告誡兒子要更有常識。
曾任伊朗駐聯合國大使（1971–1979年）的資深外交官費雷敦·霍韋達——該總理在伊斯蘭革命後被處決——本人亦是政權的批評者並最終流亡海外，他認為「就宗教與靈性而言，沙阿與何梅尼的著作中許多段落幾乎可以互換」，這在他看來是伊朗文明的延續表現，宗教可以更替，但精神本質仍在。

## 巨量財富
穆罕默德-禮薩繼承了其父禮薩汗所積累的財富。禮薩汗在其統治期間成為伊朗最富有的人，其財產估計超過6億里亞爾，包含大量土地與眾多大型莊園，特別是在馬贊德蘭省，這些資產通常是以遠低於實際價值的價格獲得的。 面對日益增長的批評聲浪，禮薩汗決定將所有土地與財富轉讓給其長子穆罕默德-禮薩，僅以一顆方糖作為象徵性交換，這在伊朗被稱為habbe kardan儀式。 然而，在獲得財富後不久，穆罕默德-禮薩便被當時仍為國王的父親命令，將100萬圖曼（約合50萬美元）分給每位兄弟姊妹。 到1958年，穆罕默德-禮薩名下的企業估計總價值為1.57億美元（1958年幣值），另有約1億美元存於海外。 關於他與王室成員貪污的傳言逐漸流傳，對其聲譽造成嚴重損害。這也是建立巴列維基金會的原因之一，該基金會同時將其父繼承而來的約2,000個村莊土地以極低折扣價格分配給人民。 1958年，穆罕默德-禮薩利用繼承的王室土地資金設立巴列維基金會，該基金會為免稅慈善機構，持有其全部資產，包括830個村莊，總面積達2,500,000 × 106公頃（6,200,000 × 106英畝）。 根據《商业内幕》报道，穆罕默德-禮薩設立該機構以「促進伊朗在美國的慈善利益」。 該機構全盛時估值高達30億美元；然而，巴列維基金會多次被指控存在貪污行為。 儘管如此，穆罕默德-禮薩在其著作《对历史的回答》中聲稱他「從未從巴列維基金會中獲得任何利益」。
在1974年的紀錄片《伊朗危機》中，穆罕默德-禮薩在接受邁克·華萊士採訪時表示，這些貪污指控是「我聽過最不公正的事」，稱其為「廉價的指控」，並認為這些指控遠不如其他國家（包括美國）的腐敗情況嚴重。 1978年11月，在解除總理賈法爾·謝里夫-埃馬米職務並改組為軍事政府後，沙阿在電視講話中承諾「不再重蹈過去的錯誤與非法行為、殘酷與腐敗」。 儘管如此，王室的財富仍被視為導致伊朗革命的因素之一，尤其在1970年代的1973年石油危機引發通貨膨脹與經濟緊縮後，低階工人階層傾向參與抗議活動。
穆罕默德-禮薩在流亡期間依然擁有可觀財富。在巴哈馬期間，他曾出價4.25億美元（按1979年幣值）購買他所居住的島嶼，卻被當地政府拒絕，後者認為該島價值遠超此數。1979年10月17日，可能意識到自己病情嚴重，他將財產分配給家人：20%給法拉赫王后，20%給長子禮薩王儲，15%給法拉娜茲，15%給萊伊拉，20%給幼子，另8%分給沙娜茲公主，2%分給外孫女瑪赫納茲·扎赫迪。
1979年1月14日，《斯波坎評論報》（The Spokesman Review）刊登一篇名為〈流亡生活對沙阿而言不算痛苦〉的報導，指出巴列維王朝累積了世界上最大規模的私人財富之一，當時估計超過10億美元。報導亦提到，曾有文件呈交伊朗司法部門，抗議王室涉及國內多個經濟部門。該文件列舉巴列維王朝持有包括17家銀行與保險公司（其中一家為國內第三大保險公司90%股份）、25家金屬企業、8家礦業公司、10家建材公司（包括國內最大水泥公司25%股份）、45家建築公司、43家食品企業、26家貿易與商業企業（幾乎涵蓋伊朗所有主要飯店股份），並在房地產上亦有重大利益。 穆罕默德-禮薩亦以其汽車收藏聞名，擁有140輛古董與跑車，其中包括全球僅製6輛的梅賽德斯-奔馳 500K公路巡航車。 第一輛瑪莎拉蒂 5000 GT命名為「波斯國王」，即為穆罕默德-禮薩定製，其設計靈感來自他對瑪莎拉蒂3500的欣賞，並要求瑪莎拉蒂總工程師Giulio Alfieri將瑪莎拉蒂 450S的5升引擎安裝於3500GT底盤上。 2019年也有一款汽車以其名義命名。

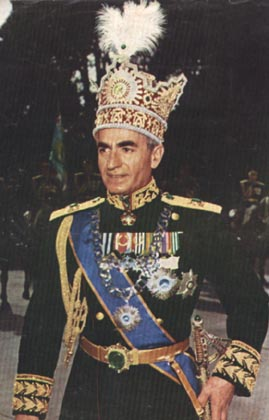
加冕後的沙阿與其佩戴的巴列維皇冠
波斯沙阿号，由Carrozzeria Touring打造
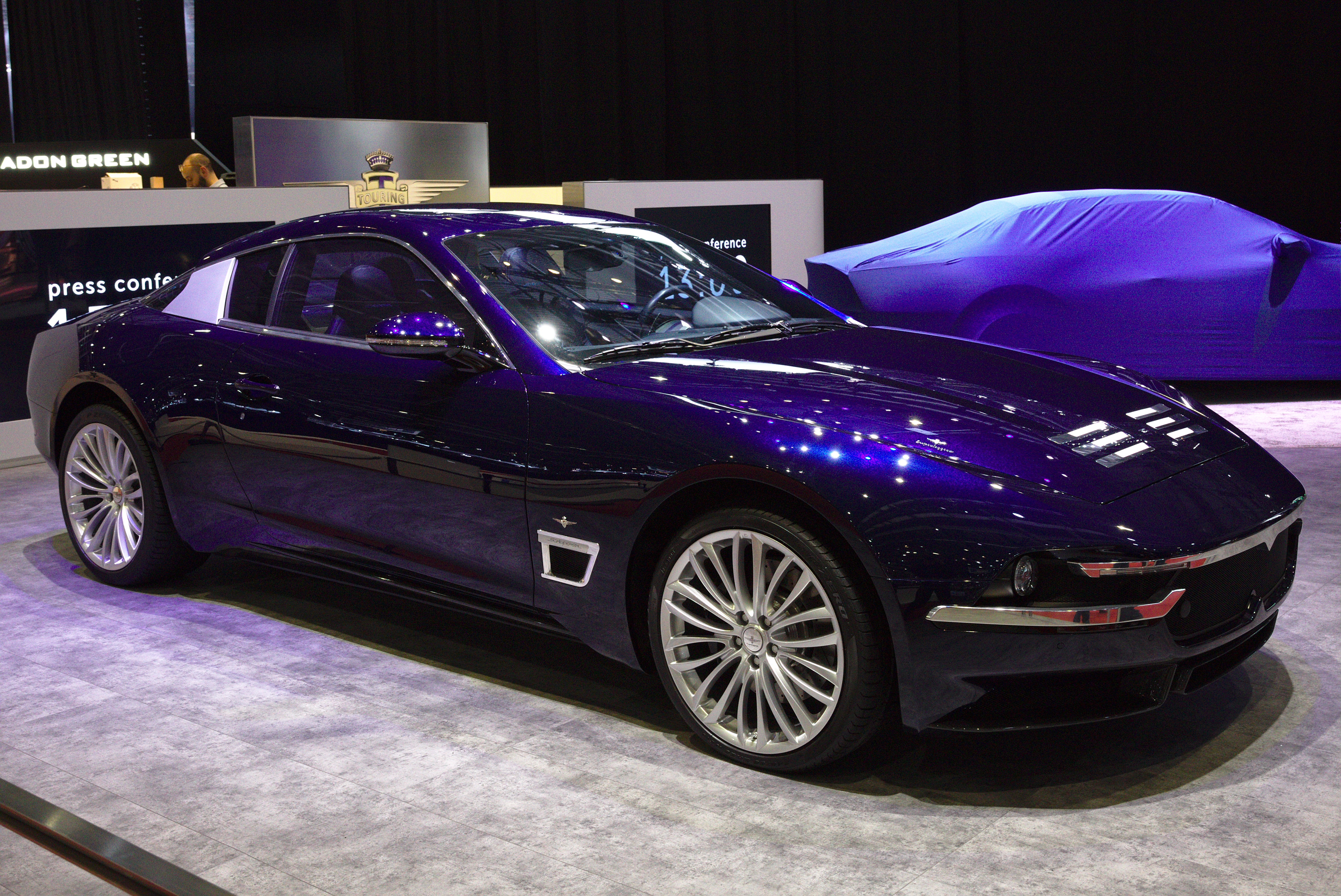
Touring Superleggera Sciàdipersia（2019年致敬版）